# 宋 (王朝)

宋
宋

11世紀の北宋

宋（そう、拼音 Sòng、960年 - 1279年）は、中国の王朝。趙匡胤が五代最後の後周から禅譲を受けて建国した。国号は宋であるが、春秋時代の宋、南北朝時代の宋などと区別するため、帝室の姓から趙宋とも呼ばれる。国号の宋は趙匡胤が宋州（現在の河南省商丘市）の帰徳軍節度使であったことによる。通常は、金に華北を奪われ南遷した1127年以前を北宋、以後を南宋と呼び分けている。北宋・南宋もともに、宋・宋朝である。首都は開封、南遷後の実質上の首都は臨安であった。
北宋と南宋とでは華北の失陥という大きな違いがあるが、それでも文化は継続性が強く、その間に明確な区分を設けることは難しい。そこで区分し易い歴史・制度・国際関係などは北宋・南宋の各記事で解説し、区別し難い分野を本記事で解説する。

## 歴史

### 北宋
後周の殿前都点検（近衛軍長官）であった趙匡胤が後周最後の皇帝から禅譲を受けて建国した。趙匡胤は中国の分裂状態の終止を目指すが、志半ばで急死。弟の趙匡義（太宗・趙光義）が跡を襲って中国の統一を果たし、科挙制度の充実を図った。科挙制度は太宗の子真宗の代で完成したといわれる。
1004年、北方の遼が南下したが、真宗は遼に対して毎年財貨を贈ることで和睦した（澶淵の盟）。また遼の侵攻と同時に西の西夏が宋に反旗を翻していたが、こちらも1044年、財貨を贈ることで和睦した（慶暦の和約）。
しかし大商人・大地主の囲い込みや水利山沢の利の破壊と脱税に対する改革が求められ、六代皇帝神宗は王安石を登用して国政改革にあたらせた。この動きは王安石の新法などと呼ばれ、農民や坑戸・畦戸などの保護と大商人・大地主の抑制を目的とした施策であったが、新法は富裕階層（士大夫）とその出身である官僚（旧法派）の激しい妨害を受ける。
その頃、満洲から南下して来た女真族は1115年に金を建国していたが、宋は金と共同で遼を攻撃する協定（海上の盟）を結び、1121年に遼を滅ぼした。その後、金を牽制するため遼の残党との協力を画策して金の怒りを招き、1127年、金の攻撃を受けて開封は陥落した。皇帝欽宗、太上皇徽宗以下多数の皇族が北方へ拉致された（靖康の変）。たまたま開封を離れていた欽宗の弟趙構は、南遷して杭州で皇帝即位を宣言した。これ以降は南宋と呼ばれる。

### 南宋
趙構は1127年即位して高宗となり、宋を再興した。はじめ岳飛らの活躍によって金に強固に抵抗するが、秦檜が宰相に就任すると主戦論を抑えて金と和平を結び、岳飛は殺された。秦檜の死後に金の4代皇帝海陵王が侵攻を始めたが、金の皇族の完顔雍（烏禄）が反乱を起こして海陵王は殺され、完顔雍は金の世宗となり、宋と和平を結んだ。同年、高宗は退位して太上皇となり、養子の趙慎が即位して孝宗となった。
孝宗時代には宋金関係は安定し、平和が訪れた。孝宗は無駄な官吏の削減・当時乱発気味であった会子（紙幣）の引き締め・荒廃した農村の救済・江南経済の活性化など様々な改革に取り組み、南宋は戦乱の痛手から復興した。
しかし、1189年に孝宗が退位して上皇、趙惇が即位して光宗となった後、1194年に孝宗が崩御すると韓侂冑らにより光宗は廃位させられ、反対派に対する大量弾圧が起こった（慶元の党禁）。
韓侂冑は金がタタールなどの侵入に悩まされている様子を見、北伐の軍を起こすが失敗（開禧用兵）。1207年、金の要求で韓侂冑を殺して塩漬けの首を送り和睦した。1233年にモンゴル帝国は金の首都開封を陥落させ、南に逃げた金の最後の皇帝哀宗を宋軍と協力して追い詰め、1234年に金は滅びた。
1235年、宋軍は北上して洛陽・開封を回復したが（端平入洛）、これはモンゴルとの和約違反であり、モンゴル軍と戦闘状態に入る（モンゴル・南宋戦争）。暫くは長江流域を挟み一進一退を繰り返すが、クビライが襄陽を陥落させる頃には最早内部崩壊により抵抗する力は無く、1276年、モンゴルのバヤンに臨安を占領されて事実上宋は滅亡した。南走して徹底抗戦を続けた一部の皇族・官僚・軍人らも1279年に広州湾の崖山で元軍に撃滅され、宋は完全に滅びた（崖山の戦い）。
なお、元代末期に現れた韓林児（小明王）が、北宋皇帝徽宗後裔（僭称の可能性も高い）を名乗って宋（大宋）を再興するが短命に終わり、後に明を建国する朱元璋（後の洪武帝）に取って代わられた。

## 経済・金融

### 宋代経済の概況
宋代において
1. 生産力の向上と地域的分業、および商品経済の発達
2. 各地方における市場の成熟と市場間の流通の活発化
3. それによる全国的な市場形成と市場における分業化

などが進み、宋代の経済状態を形作っていた可能性がある。以下、順に説明する。

#### 生産力の大幅向上と品目の多様化
宋代に至り、各種生産力は向上したと考えられる。中でも重要なのが農業、特に米作の発展である。その他にも精銅・製鉄・窯業の技術的発展など宋代の発展は枚挙に暇が無い（各産業の詳細については#産業にて後述。）
また因地制宜により、各地域の特性にあった物を生産するに至る。沿岸部では漁業や塩業を山間部では林業をといった具合にである。その結果「特産物」と呼び得る各地域の特産物が成立・流通するに至った。
ただ、南高北低・東高西低を基調とする地域毎の経済力格差が拡大したのも宋代の特徴である。

#### 地方市場の成熟と地域間流通の活発化
中唐までの市場は基本的に都市の特定の場所と決まった時間帯に定められ、それ以外の場所で行う場合には事前報告が必要だった、また市場で商売を行う者は法律上は市籍登録を必要とした。
農業生産や手工業生産の増大により、市場となる草市や鎮市が発生した。また市場間の連結を促したのが、全国的に整備された運河網である。

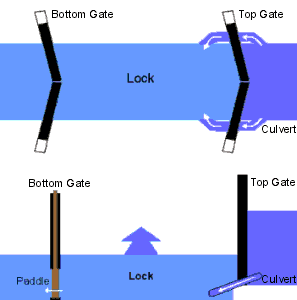
閘門の構造

水位の違う運河を往来するため互いの水位を調節する閘門が設けられ、運河により宋全土の4分の3に行けた。首都・開封は運河使用を前提にした都市であり、内部を運河が貫通している。またそれまでイスラム商人の独擅場であった海洋航路にも宋商人が進出する。
宋代の船の大きさは米の積載量である石（ないし料）で表される。外洋船では大型船が積載量5000～10000石・乗組員50～600人、中型船が1000～2000石・20～300人、小型船は数十人から十数人規模まである。河川を航行する船は、航行する河川や役割によって大きな差異があり、20000石を積める大船もあれば200石規模の小船もあった。
数百人規模の船では、船長を網手といい、その下に上級船員として雑事（事務・会計の長）・直庫（武器庫の長）・三老（水夫の取りまとめ）・火長（方位測定・櫓櫂を扱う水夫の監督）などがいる。

#### 市場形成と分業化

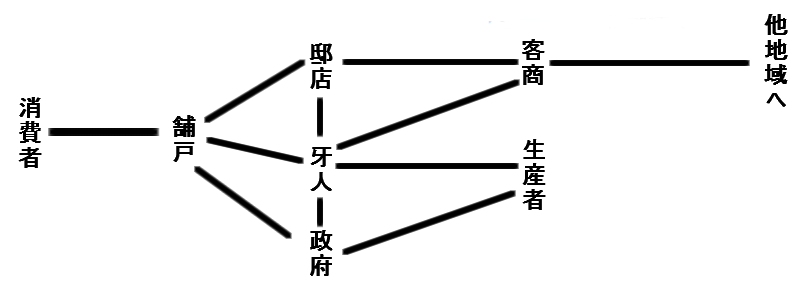
宋市場の構造

北宋における大経済圏は大まかに言えば、首都・開封を中心とする華北平原の北部、豊かな江南と西南に位置する嶺南の南部、独特の構造や習慣を持つ四川と関中の西部、の三つの経済圏である。三地域の間には長江と山脈という地理上の大きな障害があり、各商業圏の間では物の値段や商慣習が異なった。
商業圏の間をつなぐ存在が「客商」である。客商は「他の地域の商人」の意で、対して地元の商人は「座商」という。商業圏の間で商品の値が違うので、客商はこれを利用して利益を上げた。しかし前述の通り商慣習が異なり、また伝手の無い状態では売手・買手の確保も難しい。これを補うのが邸店および牙人である。
邸店は元は旅館を指す言葉だが、旅人の荷物を預かる事から派生して倉庫の役割を担うに至った。宋代の邸店は自ら客商の商品を買取って舗戸（小売商）に売る仲買問屋となった。さらに邸店の下で周旋・仲買に動いたのが牙人である。
牙人は、初め売手と買手の間を取持ち、牙銭という手数料を得る周旋業者であった。次第に客商や生産者から買付け、仲買業を営むようになった。市易法により邸店が立ち行かなくなった後は、政府の市易務の下で買付けを務めるようになった。
以上のような形で市場が形成され分業化が進んだが、地方に行くほど分業が未成熟になり、生産者たる農民が直接客商に販売したり、邸店が牙人の役割を果たすといった事例が見られる。

### 貨幣
貨幣政策は経済に対して強い影響を及ぼすが、宋政府は歴代王朝の伝統を継承せず銅などの生産を厳格に把握・監理し貨幣鋳造を行った。宋の通貨は基本的に銅銭と鉄銭で、次いで銀錠や大型決済用の金が用いられ、紙幣の交子も登場する。
北宋代には銅銭や鉄銭の鋳造量が格段に増え、太宗の至道年間（995年-997年）80万貫（八億銭）から、真宗の景徳年間（1004年-1007年）には183万貫となり、神宗の元豊元年（1078年）には506万貫と最高点に達する。元豊年間の増産により一応の安定を見たため、その後は6割程度の鋳造量で推移した。
しかし、銅銭を鋳潰して銅器を作製する利益は10倍以上になったため、刑死する者が続出しても鋳潰す者は後を絶たず、士大夫や官吏までもが鎔銭に手を染めたため、政府は市場の需要に見合わない多量の銅銭を発行し続けた。北宋末期に蔡京集団による交子の野放図な発行や極めて質の悪い私鋳銭の大量濫造が行われ、また遼・金地域でも広く銅銭が使用されたため銅銭が流出し、南宋では銅銭のみを主軸貨幣とする事を止めた。
南宋に入ると、華北失陥による石炭の不足と戦乱による荒廃で銅の産出量が減り、また北宋代の倍以上の税を課された事で鉱山経営の意欲が低下したため、南宋政府は紙幣の発行量を増やし、銅銭の年間発行高は南宋を通じた平均で約15万貫にまで激減する。
当初、銅銭・銀との兌換が前提だった紙幣は次第に不換紙幣へと変化。更に交子の発行に抑制的だった孝宗が崩御し韓侂冑が政権を握ると、15年で総発行額が2400万貫から1億4000万貫へと5倍以上に増加し、南宋末期の1246年には総発行額が6億5千万貫（6500億銭）に上った。これによりインフレが起こり、北宋末と比較して物価水準は約2倍、紙幣の価値は銅銭の1/3～1/4まで低下した。

#### 通貨

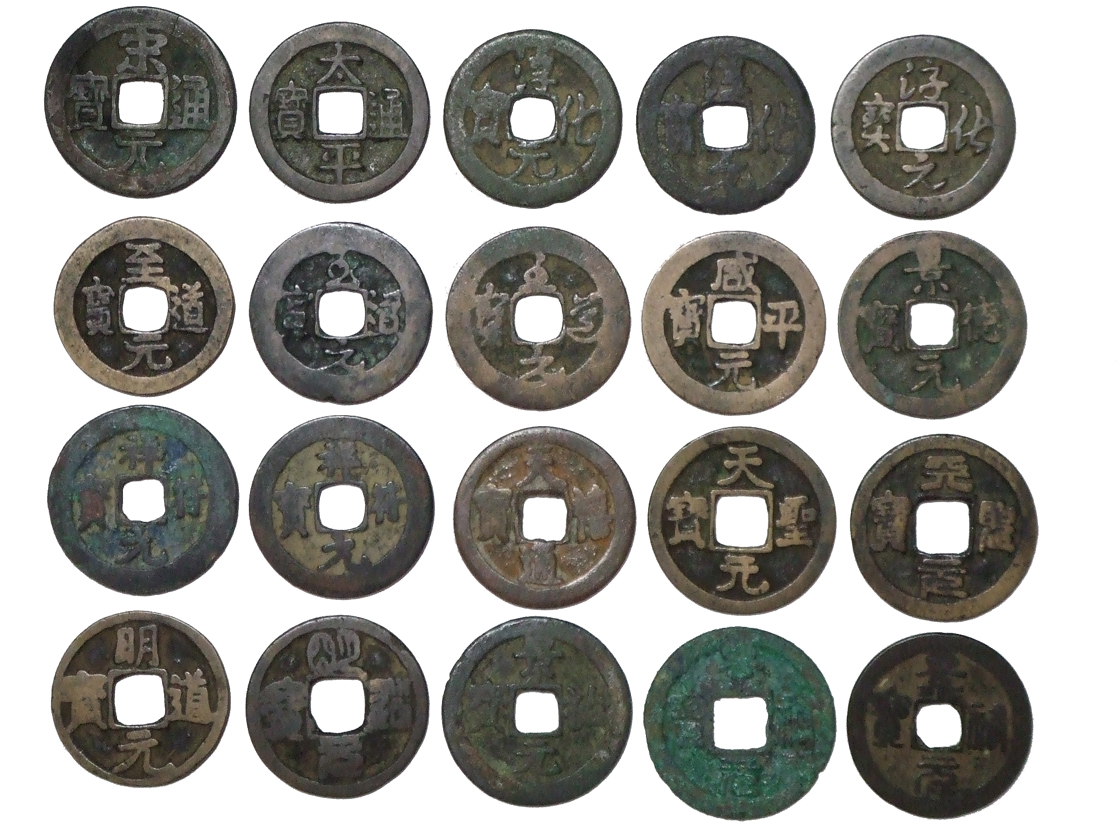
北宋銭

多くの地域では銅銭が流通したが、四川や陝西・河東・河北路では鉄銭が流通した。

#### 紙幣・為替・証券
銅銭・鉄銭は重く嵩張り、金銀は高価なため、どちらも持ち運ぶには不便な点がある。それを補うために便銭（飛銭）という為替制度があった。唐代長安の便銭務という役所では、銭を預けて預り証を受け取り地方の役所で換金出来たが、この制度は宋にもあった。民間の堰坊では、銅銭・金銀・布帛などを預かって交子（会子・関子）と呼ばれる預り証を発行していた。
四川や陝西・河東では鉄銭が使われたが、鉄銭は銅銭と比べても重く不評であった。そこで成都の商人が集って鉄銭を預かり交子を発行していた。交子は使い勝手が良く、四川や陝西では広く流通していた。この交子の利益に目をつけた政府は、商人の経営が傾くと商人に代わって交子を発行した。交子は世界最初の紙幣とされる。交子は始め四川や陝西でのみ流通していたが、やがて全国へと広がり、兌換の対象も鉄銭から銅銭へと変わった。交子には界と呼ばれる期限があり、その間に使用ないし兌換しなければ紙切れとなった。
専売の引換券である交引もまた一種の有価証券として扱われ、取引された。詳しくは#専売を参照のこと。
南宋に入ると銅銭本位制を破棄し、紙幣の発行高も大きく増える。南宋では紙幣として臨安周辺で流通する行在会子・四川の銭引・湖広の湖広会子・淮南の淮南交子の四種類があった。南宋初には400万貫だった総発行額は財政赤字の穴埋めの為に増加し、乾道4年（1168年）には2000万貫となった。
1159年に出された規定では、1万貫以上の銅銭を保有する者は2年以内に会子や商品へ換える事が義務付けられ、銅銭は経過後に例外無く没収された。1168年までは、前述の界の期限内に銅銭又は銀又は新紙幣と交換出来たが、以降は新紙幣との交換のみになり不換紙幣へと変わった。

### 貿易
宋代は北方諸国の台頭により、内陸、西アジアとの陸路による交易を阻まれたこともあり、海からの交易が盛んになった。東南アジア、インド、西アジア諸国との交易が多く、これらの国々の特産品が、アラビア海、インド洋、南シナ海、つまり南海を媒介として中国に運ばれ、中国の特産品が南海を通じて各国に運ばれていった。

## 財政
宋代は常に遼・西夏・金などの敵国と対峙していたため、財政支出の多くが軍事費で占められ、両税法や和糴などは軍事物資の円滑な調達を目的としていた。それを象徴するのが複合単位と呼ばれる「＊石＊疋」「＊貫＊両」などの単位である。
政府と官吏大商人と民間市場の関係には、各種税・和糴・和買（後述）・貨幣の発行などがある。
宋の財政収入は両税・専売制・商税の三つを柱とし、新法実施期には青苗銭などの新法による収入がこれに加わる。
また税では無いが、軍隊の食料を用意するための政府による大量の穀物・絹などの買い付けがあり、これを和糴・和買（米の場合が和糴・他は和買）という。

### 両税法
税制は宋代を通じて唐・五代から引き継いで両税法が行なわれ、営む業種によってそれぞれ夏と秋に穀物や専売品・銭・銀・絹・各種金属などを定められた品目毎に折納した。
全国の戸を生産資産を持ち納税能力のある主戸、経営資産を持たず納税能力の無い客戸、に分類し（主戸客戸制）主戸は所有する資産に応じて課税された。また職役にて詳述するが、官戸を除く三等以上の資産のある農家（形勢戸）には、様々な役務が課せられ、しばしば、形勢戸の没落や資産隠匿（四等以下に見せかける）などの原因となった。その為、1070年、王安石は募役法を提案し、銭での代納の許可を試みた。

### 専売
宋代の専売の品目は塩・茶・酒・染色用の明礬・外国産の香や薬物で、中でも高い利益を上げたのが塩，酒である。塩は必要不可欠な必需品であるし、酒は都市人口の増加や生活水準の向上もあって消費量が増え、茶も宋代には貧民でも毎日の茶が必須な物となり、契丹など諸外国にも飲茶の風習が広まるなど茶の需要は高かった。
塩の専売は特に南宋時代に於いて財政の重要な部分を占め、収入は1500 - 2000万貫で財政収入の4割前後に上った。酒の専売による収入は、宋初に300 - 500万貫、真宗代以降は北宋代を通じて1200 - 1800万貫を推移した。南宋時代は纏められた記録が無く不明。茶の専売による収入は、大中祥符2年（1009年）の時点で709万貫余に上ったが、度重なる法改変により北宋後期には100 - 150万貫にまで下降。北宋末～南宋時代は200 - 300万貫を推移する。

#### 塩
最大の塩の生産地は両淮地方で生産量の約35%を占め、次いで両浙の25%、以下解州・福建・広東・四川・河東と続き、生産量は宋初が約300万石・北宋後期の生産量は凡そ750 - 800万石である。
解州では周辺の州に毎年交代制で畦戸や畦夫と呼ばれる壮丁を徴発、塩地の近隣に移住させ労働に当たらせたが、食事のみ支給され何の見返りも無かった。他の地域では特定の戸が塩の生産に専門的に従事し、両淮や両浙ではこれを亭戸（竈戸）、四川では井戸と呼んだ。亭戸は法律で一切の改業・従軍・移住を禁止されるなど、宋代では異質な存在である。
亭戸には生産施設1丁につき35正石（105石）の塩の納付義務があり、残る全量も1正石につき500銭を給銭され引き取られた。また1正石につき1斗が損料として、また100銭毎に折納分の相殺により23銭が引かれ、正味の買取額は1石125銭であり、これを専売制度のもと1石1690銭で販売して巨額の収益を上げた。
塩場を監督する塩監と官塩の販売する塩商を兼ねる士大夫と亭戸の関係は大地主‐佃戸や茶商‐茶農の存在と類似するが、中でも塩商は突出した巨利を地域に於いて壟断し、士大夫や高利貸と共に宋代以降の中国歴代王朝の発展を妨げた三悪とされる。
実際の生産を行なう亭戸は、富戸の多い酒戸と比べ亭戸に富戸は居ないと記される。この状況に対して、范祥・蔡京により塩を定量の袋単位で扱う事とする制度改革が行われ、事態の悪化は抑制された。

#### 茶
茶の生産は、極少数の官園を除くとほぼ全てが民営で、生産世帯を園戸、個人経営の所は茶農、広大な土地で営む所は茶園主と呼ばれ、茶摘の時期には数百戸:数千人の茶雇を雇い入れた（北宋後期の賃金は1日3食60文ほど）。生産量の観点からは、両江・淮北・両浙・福建・両荊湖が最も茶産の盛んな地方であるが、生産自体は乾燥地を除き全土で広く行われた。
北方の戦線維持のために糧秣が大量に必要とされ、最初は輸送の労力に賦役を当てたが林特の奏上で負担が重いとの理由で専売制を利用した三説法が採られた。茶や塩を商う商人は北方へ運送した糧秣の量に応じて茶引（引換券）の交付を受け、交引を生産者に持ち込んで茶や塩と交換した。
しかし10年を経ずして茶引の濫発と地域市場の在庫均衡の破綻により、茶引の価値は約4割まで暴落。交引を得た商人は遠方の産地へ赴く資金も無いため、近辺で暴落した交引を売り払い現金に代えたが、資本を持つ大商人は安価で大量に買占めた茶引を江南へ持ち込み6倍の価格で売り払って暴利を貪った。当然ながら官の確茶には質の悪い茶が集まり、東南地域の茶の価格も暴落、生産者の廃業や茶の溜め込みが起きるなど、流通環境は劣悪な状態に陥る。
李諮による天聖3年（1025年）の帖射法実施により、茶引の交換場所を官の置茶場に限定すると、官の支出減少と収益の持ち直しが見られ、園戸や中小商戸の収支も改善するなど三説法による弊害は収まったが、慶暦2年（1042年）に三説法が復活。再び茶商は巨利を壟断する。
その後も数度変法したが、茶の集積に携わる士大夫の腐敗が酷く園戸の廃業や密売により茶租や買上量は大幅に減少。また低い供給価格（1斤130文で塩の大きな価格差とは雲泥の差）もあって政府の利益も乏しく、供給する官茶の価格が品質に無関係なため、官僚に賄賂を贈り大量売買が可能な大商人のみが巨利を得た。嘉祐2年（1057年）になると茶引の価格は額面の約3割、塩引の価格も約6割に暴落、政府の収入が86万貫に減少する一方、交引の発行額は275万貫に上った。
茶の専売制は失敗に終わり、通商法が成立して専売制は廃止される。以降、販売許可の為の浄利銭300万貫強と茶租・茶商税の収入50 - 120万貫を合わせ年間400万貫と、茶専売の意義は乏しかった。政和年間に至ると再び専売制が採られ北宋末期 - 南宋代を通じて200 - 300万貫の収入を確保したが、茶商や園戸が武装して私売買の取締りに当たる巡検を殺害する事件の発生が常態化する。

#### 酒
酒を扱う制度は地域によって大きく3つに分かれる。専売制や許可制を布かない州や軍では単に販売分の酒税を納めるのみで、このような地方では多数の酒戸や酒坊が在ると記録に残る。
専売地域内の都市では、首都の都曲院や県城の都酒務、都市の酒務が経営する官府酒坊に於いて、酒店の酒匠・酒工や廂軍兵士に課された労役により醸造が行われ、私造も持込も一切許されなかった。酒曲法の規定は何度か改定されたが、緩い時期では郷村なら100斤（50kg）・都市なら50斤（25kg）、厳しい時期には15斤以上生産すれば死刑に処され、それ以下でも懲役が課された。
許可制の地方や都市の郊外・郷村・鎮市では官は直接経営せず、酒坊（醸造所）から販売範囲に基づく販売権（浄利銭）を取り、酒利の10 - 15%を占めた。
専売地域の酒店は都酒務へ購入申請した量を1斤（時代により150 - 240文）で供給され、都市内の酒店において数倍の価格で販売した。

### 商税
商税の割合は北宋代を通じて銭収入の2割弱を占める、南宋時代は纏まった史料が残っていない。
- 抽分税は、木材や竹筒，瓦，配管などの建築材料や布帛などに課され、現物の1/10を徴収された。
- 売買税は行商には2％、店舗を構える商業者には3％が課税された。
- 専売品の引換には翻引税が課せられ、26貫につき10.5貫の納税とされた。
- 輸送手段にも税が課され、車や船は積載量や容積量により3段階の税が課された。

また州を移動する際に、奢侈品では品目によって1～最高2.5%の税が、家畜や建築資材などの一般品には - 0.1%の税が課されたが、日常品は無税とされた。
その他、田や生産設備の売買には宋初4%～次第に上昇して10%前後の課税が、家畜の売買は一頭ごとの定額（種類ごとに異なり、羊は500文、時代によっても増減）が課され、年や品目によっても税率は上下した。
宋では公拠や官券と呼ばれる許可証を持つ船戸のみが越境交易を営む権利を持ち、特に海外貿易は許可を受けた海船戸だけに許され、私貿易は厳罰に処された。出港と入港の際に登記を課して積荷は厳重な検査が行われ、貴重品は1/10を、一般品は1/15を現物で徴収、香料と希少な薬物や宝石は官の専売品として買上げた。銅銭や専売品の持ち出しを禁止したが、あまり効果は無かったようである。
海船戸は保甲制の下で20戸毎に甲が置かれて私貿易や海賊行為に対して連座制が適用され、賦役も相応の負担を負った。交易先も管理され、申告した地方や国以外との貿易は認められていない。
商税収入は1045年に1975万貫（197億5000文）とピークを迎えた後、その6年後の1051年には785万貫と急落するが、これは西夏との戦争の為に課された様々な臨時増税が解除されたためで、宋代を通じて商税収入は増加している。

### 職役・和買・その他
職役は一種の労働税である。基本として五等戸のうち三等戸までがその義務を負った。職役の種類としては、
- 衙前（租税の管理・運搬）
- 里正・戸長（税の督促）
- 耆長・壮丁・弓手（警察・裁判の下職）
- 郷書手（書記）

がある。この中で衙前が最も負担が重く、かつ関係する官吏の接待も衙前の役割であった。そのため財産があっても家を壊れたままにするなど、資産を低く見せかけて免れようとした者も多かった。またこうした職役の形勢戸への負担の軽減を意図して、その銭での代納を認める新法を王安石は提案し、後の新法・旧法の争いの端緒の一つを開いた。
宋が軍糧を調達するのに大きな役割を為したのが和糴・和買である。和糴・和買とは政府による買い付けのことで、米の買い付けが和糴・それ以外が和買という。
その他の宋政府の収入として、新法期に登場した青苗銭・市易息銭などがある。

## 産業

### 農業

#### 主要穀物
唐宋変革期に起こった生産力向上の中でも顕著なのが江南における米生産の向上である。この進展を示す言葉として「蘇湖熟れば天下足る」「蘇常熟れば天下足る」という当時の諺がある。
江南が開発され始めた後漢末から現在に至るまで北はコムギの麺食、南はイネの米食が基本である。南北朝時代から宋にかけて江南の米生産は大きく向上した。南北朝末期に江南・北部がほぼ同数となった戸数も、宋初には北部の120%、北宋末には140%まで増加した。
江南での増産を齎したのは、新種農具の普及、集約農業、新品種の開発や導入、治水灌漑・農業技術の発達などであり、1戸当たりの農地が狭くなると共に精耕細作が進展している。
- 水害に強く育ちの早い黄穋稲は北魏時代以来栽培されていたが、宋代に水捌けの悪い水郷での稲作が一般的となるに連れ、水害の多い低湿地で広く栽培されるようになった。福建路を中心に普及していた、干害に強く耕起が少なくてもよく育つ早稲の占城稲は、真宗の大中祥符五年（1012年）に広範囲で干害が起きた際、栽培手順と共に籾種を配布した事により両江淮浙の丘陵地域に広く普及した。他にもインド産の実が大きく粒の多い緑豆が導入されて瞬く間に全土へ広まり、紀元前4世紀頃から四川省の一部で栽培されていたアフリカ原産のコウリャンが各地で栽培されるようになったのも五代～北宋に掛けてである。
- また地方ごとに早稲・晩稲・粳米・糯米がそれぞれ数十種の品種を数え、早稲と晩稲による二期作、麦と組合わせる二毛作が行われるようになった。福建路では占城稲は廉価なため主に庶民の食卓に、粳米は高級品として富裕層の食卓に上ったとされ、納税も晩稲の収納を定めていた。
- 江南は低湿地帯が多く、また満潮後に塩水が残される土地もあったため、まず河川下流部・海岸線に堤防を造り塩田が設けられた。更に「塘」と呼ばれる水路をつくり、河川から導いた真水を堤防の中に注ぎ、「塘」を通じて塩水を海へと排出することで脱塩を進め、低湿地を農業可能な土地へと変化させていった。これを圩田・囲田・湖田などと呼び、総称して水利田という。
- 両宋交代期の1149年に陳旉が著した『農書』には当時の農業技術が載せられている。例えば土地を丘陵地、山麓、低地、湿地、干地、湖地などに分けて土地の特性に応じた細かな耕作上の注意点が書かれ、特に高地での稲作には精細な言及がされている。施肥については、雑草・落葉・稲藁に泥土をかけて燻した物や桑・牛糞・苧麻・油滓・炭灰などからの肥料の作り方や施し方、その他様々な事例が詳細に述べられている。また犂については、細作深耕の進展で牛耕による長床鋤の使用が一般的になったことが知られる。
- 稲作以外の面でも、育苗技術の進歩によって寒い早春季の育苗が可能となった事と早稲の普及などにより、長江以南で稲と麦の二毛作が一般化した点にも唐代以前からの進歩がみられる。

#### 商品作物
米以外の農産物として、油脂類・甘蔗・野菜・果物類などを挙げる。
食用・燃料として油の需要は非常に高く、貧民であっても油は不可欠とされていた。ゴマ・タイマ・エゴマ・ナタネ・など多種が栽培された。特にゴマ油は全国的に栽培がされており、流通量も多い。
甘蔗は長江流域を中心として江南各地で栽培されたが、一般民の間でも砂糖や氷糖の需要は非常に多く、製糖されたものが全土で大量に流通した。
野菜は農民が自家消費する分に加え、都市郊外の菜園で商品作物として栽培したものを都市の菜市で売り、野菜の栽培は穀物に比べ倍以上の収益が上がった。また生産・交通の有利な地域では集中的・大規模な生産も見られる。中には特産物として流通するものもあり、ウリ・スイカ・ショウガなどが他地域に運ばれたとある。北西部において砂質土や寒暖差の大きい気候でも育つスイカが普及し栽培された。
果物は古代以来、各地方で栗・棗・柑橘類などの特産物となる果物が記され、域内での生産と消費が豊富だった様子は窺えるが、田地の一部や非耕地に植えられる程度で、果実の専門栽培が産業として行われ始めたのは、北宋代の柑橘類・ライチからとされる。ライチと柑橘類は人気が高く全国的に流通し、開封などの都市や海外へ奢侈品として輸出された。
柑橘類は主に流通した朱橘・緑橘・荊南・荊州皮などの14種を始めとした多様な種類が栽培され、両浙・荊州・福建・広南・江東・江西・四川など湿潤で船着の便のよい場所で栽培が行われた。ライチは楊貴妃が好み南方から運ばせたことで有名であるが、主に四川と嶺南の福建路で栽培された。

### 漁業
魚介類の需要は旺盛で、漁業は食料生産の中で重要な位置を占めた。
農業や商業・塩業の合間に漁業や養殖業を行って補助収入とする兼業漁家は各地の農村に散在し、専業漁家は南東沿岸部および湖沼周辺部に見られ、数十から数百戸が集まって漁村を形成した。
漁法は釣漁法と網漁法に加え延縄漁が主流である。またテグスや浮きも既に存在している。網漁法としては抄網（投げ網）・刺網（仕掛け網）・曳網の三種に分類される。
養殖業は主として淮河以南で行われ、特に両江・両浙で盛んに営まれた。コイの養殖は既に戦国時代から行われ養魚経などが記されたが、記録は乏しく唐代より前の実態は不鮮明である。宋代の養殖は記録が豊富に残り、実態も比較的詳しく解っている。アオウオ・鱅（コクレン）・鰱（ハクレン）・鯇（ソウギョ）の四種が新たに養殖された。この四種は現代でも養殖が容易な種として四大家魚とされる。
はっきりとは判らないが養殖に使う稚魚は、専門に捕獲・孵化・販売する漁家がおり、一括購入した多様な魚種から小魚を食う害漁を除き池や水田に放して飼育された。また、水田には草食の鯇の稚魚や幼魚を放ち、養殖と併せ雑草の除去や施肥が図られた。池や水田面積当たりの魚の数や餌の量などに慎重に配慮しており、この五種に関する限り養殖技術は既に現代の水準に達していたと考えられる。

### 鉱業
宋代の鉱業は総ての主要鉱物において、民営鉱山は東部と四川の各府州での生産量が全体の9割を超え、河川や運河などの水利に恵まれない西部地域は輸送費用が嵩んだためか、操業した鉱山の数が少ない。宋初は定額の課税で、後に生産量の2割を官納する制度へ変更された。
南宋代に入ると、銀が官納6割、銅・鉛・錫は官納2割・製錬費用2割の4割に加え余剰分の買い上げも市場価格を大幅に下回る額が設定されたため民営の鉱山が減少、民間生産量は鉄は2割未満、銅・錫・鉛は1割未満に激減した。

#### 銅鉱
産地は江南と四川に偏り、民営鉱山の生産量の9割以上を占める。官営と民営があり官営鉱山としては韶州岑水場・譚州永興場・信州鉛山場の3つが特に重要視された。宋初は鉱山毎に定量を課したが、定量課税は深く掘らねば採鉱出来ない長年操業された鉱山にとって負担が大きく、産出した銅の2割を納める抽分制に変わった。大量の銅銭を発行するため大量の銅が必要とされ、元祐年間以前は余剰分の半分を官が1斤250文で買い上げた。
北宋代の年間銅生産量・銅銭鋳造量は唐末の約50倍、宋初と比べても北宋末期までの150年間で約4倍に増加し銅貨の需要を賄った。しかし、南宋代に入ると鉱山業に対する増税などにより、銅銭の鋳造量は北宋後期の6～7%に減少、銅銭不足が起こり銅器の徴発や銅の海禁などが行われた。
銅の精錬には、礦銅の得られる乾式精錬（溶鉱炉による精錬）が行われていたが、技術革新により湿式精錬（化学反応による精錬）が実用化された。胆礬（硫酸銅5水和物）に鉄片を反応させ沈殿銅を得る技法を侵銅といい、得られる銅を胆銅と呼んだ。新技術は工程と人員が省け生産に掛かる費用が6割ほど削減され、鉱石から回収される割合も高い。
胆礬に鉄を反応させて銅を得る方法自体は、往古より知られていたが、北宋・太平興国年間に信州鉛山場の一部で精製に用いられ始め、景祐4年（1037年）には政府が銭遜を派遣し調査させている。新技法に精通する張潜によって、紹聖2年（1095年）の信州鉛山場を皮切りとして、前述の三場を含めた官営鉱山で全面的に実施され、文字通り生産量は倍増した。

#### 金銀鉱
金山は採掘・採集が小規模で細かく深く掘る必要があったため官は経営せず、製錬まで全て民戸が営んだため、年によって変動が大きい。8割以上は北方諸路の生産で、中でも萊州の生産量は圧倒的に多く、一州の生産量が年にもよるが全体の3割～3/4を占める。全国の年間生産量は凡そ5300～15000両の間を上下動し、全量が品質により分けられ1両5000～4500文で買い上げられた。

#### 鉄鉱
宋代は普遍的にコークスが使用され製鉄の費用が大きく下がり生産効率も上昇したが、それ故に産地はコークスと鉄の採れる北部に集中、北宋代の民間の鉄生産量は95%以上が北方諸路で生産された。また、年間生産量は15万t前後に上り、18世紀末の全欧州の生産量と匹敵する。
鉄坑・製鉄業を担う戸を冶戸と呼ぶ。銅山と鉄山は政府の管理下に置かれ、大きな鉱山には特別の行政区である監が置かれた。監は徐・相・兗の3州に4つ置かれ、一段小規模な冶は9州1軍に12冶が、14州に20務が、5州1軍に25場が置かれた。
冶戸の経営者は大資本家が多く、労働者を数百人から数千人集め採鉱を行った。河東路では、鉄・石炭の双方が豊富に産出したため、小資本・一族経営の冶戸も存在する。
操業した鉱山は運搬の便が良い河川・運河の近郊が多い、また鉱山から銑鉄を運搬する費用節約のため製鉄所も多くが鉱山の傍に建設された。鍛冶も同じく近隣に多かったが、それ以外にも焼入れに適した良い水が流れる所や開封の郊外などにも設置された。

#### 石炭
中国で石炭が利用されたのは漢代に遡り、東晋時代に石炭を製鉄に利用した最初の記録がある。南北朝以降石炭は広く燃料に利用され、宋代に至ると華北では大半の家庭が石炭を燃料に用い、開封では数百万家の中に薪を用いる家は無かったという。
ただし石炭が使われたのは華北の話であり、江南では木炭を四川では竹炭を利用している。
石炭は華北全域に鉱山が在り、10斤（約5kg）につき60～100文ほどの価格で取引され、大中祥符2年（1009年）の法改正以前は消費する州へ入る際に1/10が徴収され、それ以降は石炭税として商品額の4%を納税した。
宋代になって製鉄にコークスが用いられ始め、木炭より廉価かつ高火力なコークスの利用は製鉄に大きな影響を与えた。

### 紡績業

#### 絹織物・養蚕
絹糸・絹織物は、漢代以来の京東路・河北路（山東・河朔）と益州が最も品質が良く高名で、新興の梓州がこれに加わる。生産量の面では、気候に恵まれ年に8回養蚕を行えると謂われた江浙地方が営む家も多く最も盛んであった。
皇帝・高級官僚が着る錦綺・鹿胎・透背・綾などの高度な技術を要する高級品は、四川・京東・河北路の絹製品が多かったが、生産量で見た場合には南東諸路が優り、江東・両浙の三路で全体の3分の1を占める。
生産形態について。唐代までの絹生産は政府へ納める税としての性格も強く、農業の兼業としての絹生産が多かった。宋代に入ると、商品価値がより強調され、次第に生産に有利な地方への集中と養蚕・機織の分業が進むと共に、桑の接木や蚕飼育の改良が進められ、華北産の魯桑から葉が厚くて筋張っていない蚕のよく育ち作る糸の量が多くなる湖桑への移植が急速に進んだ。
季節が来ると養蚕地の農民は蚕市と呼ばれる市場で養蚕の器具と桑を買い入れた。桑は木の状態で購入して育てる場合と葉で購入して養蚕に使う場合があり、葉に付いては値段の上下が激しく投機の対象となったという。養蚕の後、生糸に紡いだ状態で販売する場合もあれば、織って販売する場合もあった。
当時の価値で10人家族で10箔（蚕10匹）で養蚕・製糸・機織まで行えば一家が生活出来たという。
また、絹織物への装飾としての刺繡も盛んに行われるようになった。現在までこの伝統は受け継がれ、開封の刺繡は汴繡（べんしゅう）の名で知られている。

### 工芸品

#### 窯業

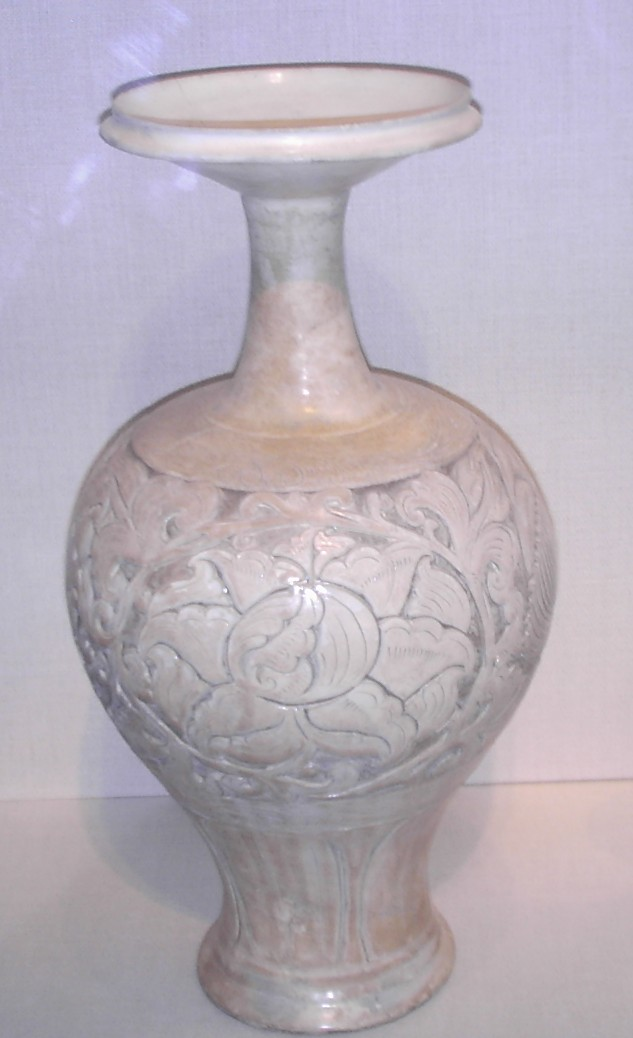
白磁壷

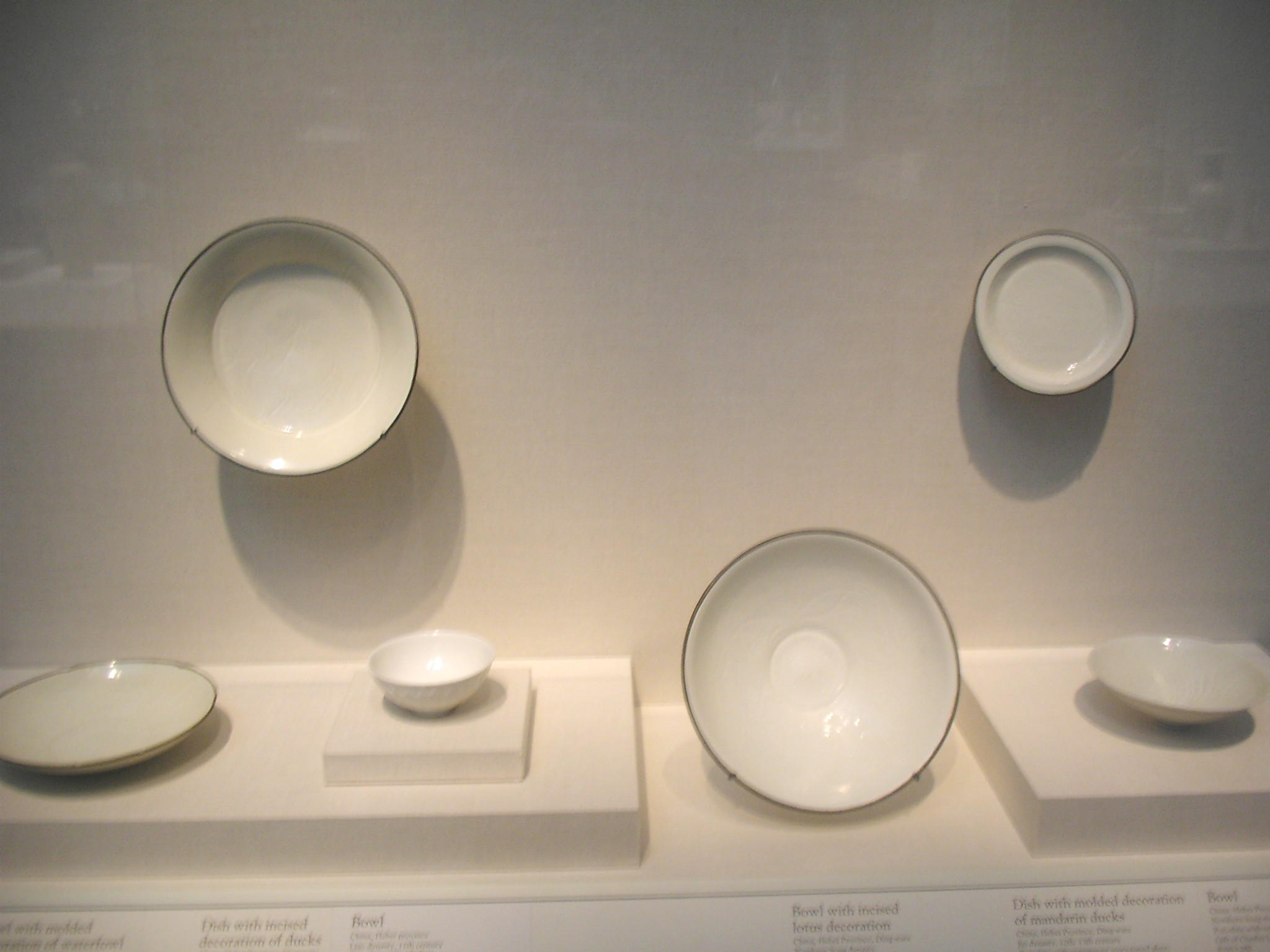
皿数種

唐末から宋にかけて窯の技術の進歩と石炭の使用により、高火度焼成が可能になり強度が向上した。また宋代の陶磁器生産量は民間による物が多くを占め、生産の主力が官吏・士大夫から平民へという唐宋変革の波は陶磁器の分野にも及んだ。しかし、他の産業とは違い窯業は依然として北部が中心地である。
唐代以来、北では白磁がよく作られ、南では青磁が作られたが、宋代には黒・茶・紅などの暖色系の釉器も流行する。
邢州窯は邢台県の窯、雪器と呼ばれる青味掛かった白磁が特色で非常に重宝された。定窯は定州の窯、非常に薄手の造りと泪痕（紋様）や立体的な花紋を施した黄色味のある白磁が特徴で、他には赤茶・紫・黒の釉器が生産された。また覆焼法という、口縁部の釉を拭き伏せて焼く手法で生産量を倍増させたが、釉の無い部分が出来るため皇室では用いず汝州に官営の青窯建設を命じる事となる。その汝窯は、朝廷に由って窯業の盛んな汝州に建設された窯で、後に青磁の典型と成る表面に透明感がある濃厚な淡青色や乳白色の色合いが特色、官窯であり質が高く評判も高かった。
磁器の由来とする説も有力な磁州窯は河南彰徳府の民営窯で、白地黒掻き落としの技法でも知られる。定窯と似た器を生産したが、非常に重宝され最高峰とも言われる。
華南の窯としては景徳鎮が有名だが、宋代の景徳鎮は長年の戦乱で荒廃し何ら観るべきものがない。越州窯は今の紹興府にある窯「秘色」という光沢ある緑色が特色。唐～五代に窯業が盛んだった越州は宋代に成ると木材が枯渇し始め亦た石炭の普及以前のため質が下がったのか評判が落ち、南方で評判の良い産地は龍泉窯などへ移った、その竜泉窯は肌理の細かい「粉青」という透明感のあるくすんだ草色が特徴で後に砧青磁が作られた。南宋では臨安の近郊に修内司・郊壇の二つの官窯が造られ主に白磁を生産したが、光沢や透明感にやや欠け以前の官窯器に比べると落ちる。
建窯は建陽に在った窯で、薄手の造りと透明感のある青味掛かった薄い黒色や光沢の強い斑点模様が特徴。江西の吉州窯は、定窯に似た白磁と紫磁を生産したらしいが現存する器に乏しく不明、質は良くないと記録される。

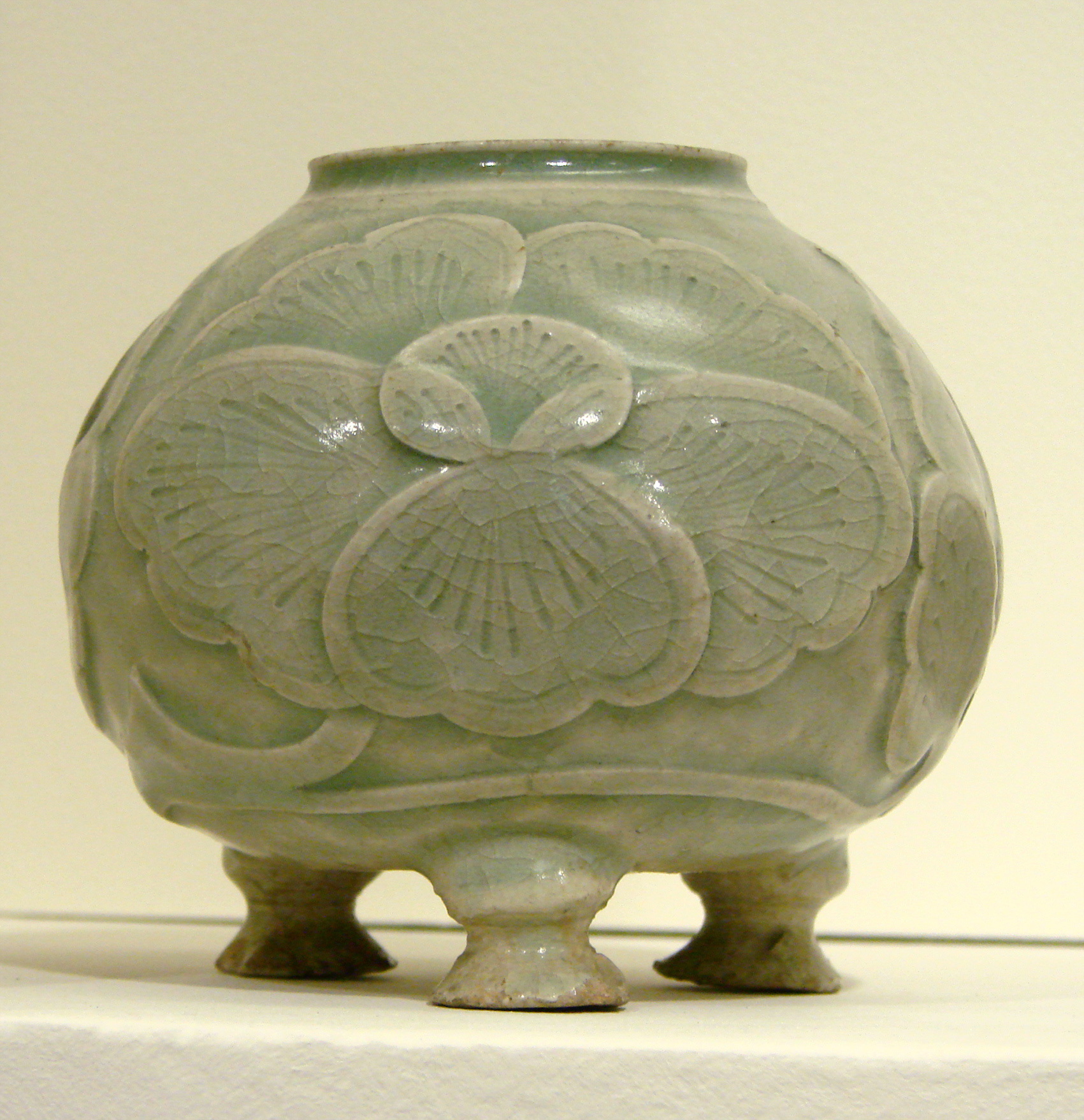
青磁三足壷

黒釉器を日本では天目茶碗と呼ぶが、黒色は茶の色に映え、厚手の身は茶の保温に都合が良いことから、茶器として人気を博した。華北では定窯、華南では茶産地の建窯に名品が多い。南宋代には建窯は専ら天目を焼いた。江西の吉州窯もあるが、あまり質は宜しくない、日本では玳皮天目と呼ばれる。
陶磁器は宋が海外に輸出する品目の中でも重要な物の一つで、特に東南アジア諸国へ盛んに輸出され、直接交易先は東は日本・朝鮮から西はイランにまで広がる。その美しさは現地の陶磁器文化に対しても多大な影響を与えた。

#### 金銀器・漆器
漆器は防腐性能の高さから様々な器物に需要があり、食器や家具などの日常品から棺桶に至るまで大量に生産された。漆器は山地帯で広く製造され、特に江南東路・両浙路・京西南路の山岳地域が良質で製造量も多かった。
緑の油漆による華美な色付けは北宋代に始まる。同様に金銀を用いた螺鈿もこの時期から始まるが、これは唐伝来の技術に日本人が応用を施し中国が逆輸入した新技法である。

### 製紙業
古代から続く造紙の歴史もあって、造紙は全土で広く行われたが、原材料は藤・楮・桑・麻・竹など各地域で産出する様々な植物が利用された。

## 社会
- 唐代までの農村は宋代と比較すると内部での自給自足体制が整っていた。また唐代までの商業は、都市や郷里などの特定の場所で行うか、それ以外の場合は官吏への事前通告が必要で、それ以外の取引は制限されていた。
- また、南北朝代から五代にかけて、生産の拡大・貨幣経済の浸透・交通の整備などに後押しされ、地域ごとに承認された商人と農民とが取引を行う市場が開かれるようになり、これを草市と呼ぶ。

草市は定期市であり、2kmから4.5kmの間隔で存在した。客商などを当て込んだ茶館・酒館・食堂・宿屋などが作られ、定住民が増加し一定規模を超えたのが鎮市である。

### 科挙
唐が各地に節度使の割拠を招き五代十国時代の騒乱に至ったことに鑑み、宋は科挙を本格的に運用し名実ともに文臣官僚制が完成の域に達した。皇帝が士大夫出身の官僚を手足として国政に当たる体制は、「皇帝専制」とも称される。隋の文帝により始められた科挙制度だが、宋代でもそれは継続的に行われた。宋代は歴代でも科挙の盛んな時代であり、ほぼ3年に1回行われ、一回に3〜400人が合格した。

### 郷村の様相
宋代の農村の構成要員としては
- 大地主。当時の用語で官戸・兼併・形勢戸と呼ぶ。
- 地主
- 自作農
- 小規模自作農
- 佃戸（完全小作農）

五等戸制では、400畝以上を所有する戸が一等戸、150畝以上の田を所有する戸が二等戸、凡そ50畝以上が三等戸、凡そ50畝以下が四等戸、凡そ30畝以下凡そ6畝以上が五等戸である。両税を納める戸を主戸といい、納税する能力のない戸を客戸と呼ぶ（主戸客戸制）。
宋代には隠田と呼ばれる脱税・資産隠蔽が特に官吏と一体の士大夫の間に横行し、時代が下るにつれ深刻化したが、その割合は北宋末～南宋初期の段階で5割前後と推計されている。

#### 大地主
後漢から唐代まで支配層に在った権門貴族は唐末の軍閥割拠と五代の騒乱の中で力を失い、五代は武人の時代となったが、政務を担ったのは馮道に代表される富裕層出身の科挙官僚であった。宋太祖は文治政策により科挙官僚を支配体制の中枢に据えた。この新支配層を士大夫と呼ぶ。また、寺院も大地主かつ様々な手工業の経営層として、豊富な経済力を誇った。
科挙は試験の結果のみが基準であるが、合格には長年勉学のみに集中できる環境が必要であり、また書物や入門の費用などもかかるため、合格者の多くは富裕階層出身である。
貴族は家門により生まれながらの貴族だが、士大夫は科挙に合格せねば地位を得られない。また、士大夫の理想像は広い分野に通暁した人物であり、高い技術があっても専門家は軽侮される傾向が強く、偉大な発明を行った技術者や科学者が高官に登った事例は1つも無い。これは官僚の運用法にも現れており、宋代の官僚は同じ部署で三年ほど経つと別分野の部署に転出する事を繰り返した。
士大夫は官僚・大地主・大商人などの支配・富裕階級であり、その下の半自作農や佃戸からの搾取によって富を得、また脱税の他、法律で禁じらた水利・山林・湖沢の私的占拠を行うなど、地位を利用して法律の網を潜り抜ける事は常態であった。
新法改革の際には、権益の制限を嫌い、王安石に対する強い反対勢力となる。

#### 小地主・自作農
主に中等戸が該当し、北宋代は比較的裕福に生活したが、南宋代に至ると下等戸へ落ちる世帯が増加し、中等戸自体も物資供給の不足と税負担の増加により同程度の資産では生活の質が低下した。

#### 小規模自作農
宋代1畝の生産量は、北部の乾燥地では1～3石，水稲地域では3～7石、平均すると2石強ほどで、唐代の2倍前後に増大している。また漢・唐代と異なり耕作率が100%に近く、1人当たり5畝が自作農として生活可能な目安とされる。
また、大土地所有者も含めた1戸当たりの平均所有田は、真宗時代で50畝弱、神宗時代が約25畝となる。
一家（5人として）が不自由なく生活するのに25畝程度の土地が必要とされ、上等戸と下等戸の区別は50畝、水田では35畝が大体の基準になっている。主戸の67%を占める下等戸の平均的な所有田は18畝で下等戸全ての所有地を合わせても24%であった。つまり全体の33%の上等戸が76%の土地を所有していた。
所有田からの収入では足りない貧農は、所有田の耕作に加え小作にも従事した。上等戸から貸し出される田租や水利などの設備に対しての利率が、王安石の変法以前は概ね10割であった。王安石の青苗法は、大地主の併呑を抑制し半自作農の自立を促す施策だったが、守旧派士大夫の妨害により頓挫した。

#### 佃戸その他
佃戸とは小作農で、地主から貸与された田の田租，畝租や水利などの設備の費用の倍を収めた。他にも生産の手間が掛かるため、1世帯につき数畝しか経営出来ない茶園では、広く茶工・茶雇が雇われている。他にも、海村などでは塩丁を経営する亭戸に雇われた畦戸が、各種鉱山では冶戸に雇われる坑戸が存在した。
客戸は奴婢や農奴ではなく、完全な良人である。
年毎の期限付きの契約で労働以外の制限は存在せず、より良い条件を出した地主に切り替える例もあり、大半の土地では地主佃戸関係自体はあくまで経済的関係である。
夔州路では、度々勅令で禁止されたにも拘わらず、佃戸に主僕の分と呼ばれる士大夫による慣習的差別が根強く残り、主家が佃戸に犯した犯罪は酌量により軽い刑罰が科され、主家と客戸の結婚が許容されなかった。

### 大都市の様相

#### 大都市の外観
宋代開封の遺跡は現在の開封市の地下に埋まっており（後年に黄河が氾濫し、多量の土砂が運ばれたため）、1981年より発掘が進められている。
後周世宗が開封を建設する際に部下であった太祖を馬で走らせ、馬が力尽きた地点を開封の外城としたという。開封には外城以外に内城と宮城の三層の城壁が張り巡らされた。出土した遺跡は南北が約7600m・東西が約7000mで、歴代王朝の伝統であるほぼ正確な方形ではなく城壁が一部で湾曲した長方形となっている。全体的な規模は長安より一回り小さい。
南宋の臨安（現在の杭州市）は西湖の畔にあり、南の鳳凰山や西湖の地形の制約の為、伝統的な方形ではなく縦長な形で、同時代人からは評判が悪かった。その後、元代に少し拡張され、また現代になってから城壁が取り払われた。それ以外では現在でも杭州は宋代の町並みを良く残しており、当時の面影を知ることができる。
郊外には民家が点在し都市に近づくほどその数は増える。城壁の内部は廂により区画分けされたが、城壁の外も廂による区画分けが行われ、時に城壁の外の廂を取り囲む形で新たな城壁が築かれる場合もあった。
開封の城壁は高さ9m厚さ15～20mで、臨安や蘇州は5-7m（中国の大都市としては低い）とされる。城壁の外から見えるのは宮城や寺の仏塔など特別に高い建物だけであり、民家などは見えなかった。開封は平原の真ん中に在り防衛に不安があったため、城壁を全て塼（レンガ）で覆い、城壁を強化した。
宋初、下詔により城門は夜の三更から朝の五更までは出入り禁止とされたが、短期間で済し崩しとなり廃止された。門の付近には多数の商人や旅人が開門を待っており、それを当て込んで食べ物を売る屋台が開かれていたという。
宮城から伸びる大通りも、前代までは朝廷の専用道であり権威を象徴したのに対して、宋代には酒家や商店が溢れ、更に度々禁令が出されたにも拘わらず路上にまで店が並んでいた。

#### 大都市の交通
街路は幅80m，50m，40mの3種類があり、暑熱と湿気対策として両側には5m，8m間隔で様々な植樹がされた。街路の両側や路上には酒家や商店が並ぶなど活気に溢れ、都市制度が唐代までと大きく異なる要因となった。
唐代までの都市は細かく区画され、区画を区切るための壁と門が設けられていた。区画を坊・門を坊門と呼ぶ（坊制）。坊門は定時に閉じられ、外出は禁じられた（坊内では比較的自由に行動できた）。唐の支配の緩みと共に住民は生活に不便な壁を壊し、宋代では里坊制に代わる廂坊制（坊巷制）によって、開封新旧城を10の外城を9の廂に分け、各々の廂につき1，2つの坊が置かれ、壁は存在していない。
唐代までは商いを営むには登録が必要であり、また商売を行える場所も都市の中の特定の坊に定められていた（市制）。前述のように坊は時間が来ると閉門するため夜間は外来客はなくなる。ただ坊内の住人に対しては営業していたようである。宋代になると市制も崩れ、多種多様な人々が街の色々な場所で商売を営むに至った。また坊制の消滅により夜間も商売が行われるようになった。
宋代の街路には店屋が並び、その前には商品が並べられ、また屋台が建てられるなど、人と物に溢れその活気は空前であったとされる。また街路が瓦や石の埋め込みにより舗装され、四川の眉州では石畳で舗装されていたという。
宋代の輸送においては、陸路よりも水路の重要性が大きい。開封では内部を三本の運河が通り、それを通じて江南からの物資が運び込まれた。江南の都市では水路の重要性は更に高く、現在の杭州市や蘇州市のように都市への出入りも都市内での移動も運河が主となる。主要な運河の脇には店が立ち並び、接岸して売買が行われた。

#### 行政・治安関連
開封では中心からやや北東にずれた位置に、臨安では南の鳳凰山の麓に宮城が作られている。「天子南面」というように本来宮城とは都市の北部に置かれるもので、南に宮城が作られた臨安は歴代でも極めて特異な首都となった。
都市全体の大きさは長安と比べやや小さい程度だが、宮城は長安と比べかなり狭い区画であった。そのため、必要な官庁が全て収まりきらず、外側にはみ出していた。外側の官庁の中には民間からの借家もあったという。宮城の周りには自然官僚が住みたがり、一等地を形成する。
開封では各所に禁軍の詰め所が置かれ、治安維持に当たった。夜の三更から五更までは城門が閉じられ、かつ場内でも外出禁止とされた。夜間は都市の各所を見回り、外出者には注意をしていた。
北宋末期の徽宗時代、『東京夢華録』に記される夜を徹しての市が有名である。

#### 商業・歓楽
前述のように都市の各所に店屋があったが、当然都市の中でも盛寂が分化した。
開封では相国寺の在る旧城の東南部一帯が、大運河から直接接舷し荷降し出来るため、周囲には客商や商人、やって来た官吏や兵士で大変賑わった。臨安では宮城から北に伸びる大通りの中間部分が最も栄えており、ここに食器店・貴金属店・薬剤店などのが集中的に立ち並んだ。
人の集まる商業区にはそれを目当てに飲食店・娯楽・風俗店などが集まる。
宋代の料理については#食で詳しく述べるが、一食数十銭で済む安い食堂から何十貫と掛かる高級料亭まで、好みと懐具合に応じて様々な店を選べた。高級飲食店には多数の妓女がおり、徽宗が愛したという李師師などの話が伝わる。
宋代の都市には瓦市という芸人の集まる場所があり、様々な芸で人々を楽しませた。この時代に『三国志演義』の元となるような講談（説三分）が既に演じられており、劉備が負けると皆泣いて悔しがり、曹操が負けると喝采を送ったという。歴史物では他に五代をテーマにしたものが人気であった。
これ以外にも切紙・影絵・動物の芸など様々な芸があり、人々を楽しませていた。

### 都市の様相
唐末以降、大都市の郊外や交通の要所など交易に適した地区の草市が発展すると政府は行政区の鎮を置いたが、元豊年間の鎮市は1800ほど在り総戸数が66万戸程度、行政上は開封や臨安など（開封郊外には31の鎮が、臨安には11の鎮が在った）に包括される大都市郊外の大邑が20万戸強と推測されている。
また、州・軍城が351、県城が1000強を数え、州城の平均的な戸数は2000と当代の記録にある。

### 人々の生活

#### 家族
宋代の人口について、例えば『宋史』「地理志」に大観4年（1110年）の数字として「天下有戸二千八十八萬二千二百五十八、口四千六百七十三萬四千七百八十四」と書かれている。ただし、文中の口を通例通り単純に人口として解釈すると、一戸当たり2人という非常に少ない数字になる。このことから口は戸の内、丁（成人男性）のみの数字である可能性もある。
中国には古くより「五口の家」という言葉があり、一家の標準人数は5人とされる。宋代でもそれは基本的に変わらず、5人が標準的な一家の人数と推定されている。人口学の立場からも11世紀から12世紀にかけて中国の人口は1億から1億2千万にまで増加したと推定されている。
秦漢隋唐代では男女の労役差が大きくないなど比較的女性の地位が高かった。宋代になり新儒教・朱子学の誕生から次第に女性の地位が下がり、家庭内において妾の存在が増加するようになる。また男児であれば科挙受験があるが、女児にそういった道は存在しない。

#### 生活費用
当時、普通の人間が一日で必要な食事量は最低限度で1日に1升（日本の尺貫法で3.6合余り）であったとされる。1升あたりの米価は北宋代で大体5-8銭ほど、南宋代で30-50銭。副食品が必要であるが、下級の雑兵に副食品の費用として1日120銭が支給されていた。
士大夫層はより豪奢で、『東京夢華録』に出てくる料理には高いもので一食1貫のものもある。食費以外の費用も必要で、士大夫階級は最低限、月100貫が必要であったという。

### 自然環境の変化
靖康の変に伴う、北方から江南への大量の人口流入は自然環境、特に南宋の中心となった両浙路方面の自然環境に大きな影響を与える事になる。北宋時代のこの地域は木材の産地として知られていたが、人口の拡大に伴う農地や薪炭に対する需要の増加はこの地域に大規模な森林破壊の原因となり、更にそれが水害や港湾部への土砂流入などの災害や木材の原料不足による建築や造船の不振の一因ともなった。このため、石造橋の増加や日本からの木材の輸入とその代価である宋銭の日本への流出などの現象が発生し、仏教寺院では施設の造営や再建工事が重源・栄西など宋へ渡った日本の僧侶からの木材の寄進によって行われた事例もあった 。

## 軍事
宋の兵制は基本的に傭兵制（募兵制）で、禁軍・廂軍・郷軍によって構成された。禁軍は皇帝直属の中央軍として編成され、内地では首都や駐屯地の防衛と治安維持を担い、交代制で外地への出征に備えた。武官の待遇は文官に劣り、また唐末から五代期に頻発した将軍達の軍閥化を警戒するあまり、文官の統制下に置かれ、その容喙は多かった。また逃亡を予防する為、兵士の顔には、それまで罪人に課されていた刺青が彫られた為、兵士の社会的地位は著しく低下し「良い鉄は釘にならず、良い人は兵にならず」と言わしめたという。結果的に、膨大な人数を誇ったが、質的には脆弱で、宋の歴史を通して大きな活躍はできなかった。
その一方で不十分ながらも職業軍人制度・保障制度が確立され、近代的軍隊制度に近い仕組みが運用されていた（もっとも、明や清に継承されなかった）と再評価する見解もある。

### 指揮系統・作戦
宋の軍隊は五代以来の習慣として、枢密院を軍事の最高機構として皇帝に直属させ、その長官である枢密使と副使は文官が担ったが、その下僚の枢密院都承旨や検詳官、詳覆官、計議官、編修官などは主に武官から補充される場合が多かった。枢密使の地位は宰相に次いで非常に高く、こうして宋では文武の両権を官僚である士大夫達が握っていた。ただし、南宋前期（孝宗）になると閤門舎人・知閣門事など武官が任じられる皇帝側近の地位が設けられ、南宋後期（寧宗）になると宰相が枢密使を兼ねるようになり、文官における文武の二分制も消滅した。
また、こうして枢密院は宋の軍事全般を管理したが、禁軍の統帥権はなく、それらは皇帝の下に三衙と呼ばれる殿前司（近衛軍）、侍衛馬軍司（騎馬軍）、侍衛歩軍司（歩兵軍）の三部署がそれぞれ独立して統率していた。これらの長官は都指揮使と呼ばれ、侍衛馬軍指揮使と侍衛歩軍指揮使は、それぞれ廂軍の兵士を束ねる権限を名目上は持っていた。
ただし、南宋代になると、御営司や五代帥、各制置司が各地域の軍を指揮するようになり、三衙の権限は大幅に低下した。
一方で、軍隊に適用する特別な法規（軍法）に関しては、唐代の『太白陰経』と宋代の『武経総要』に引用された軍法を比較すると、後者の方がより緻密で国家による軍隊・兵士の統制の意思をより強く出されたものになっていた。

### 各軍
禁軍は北宋中期に82万を数えたものの、唐末の節度使の弊害に鑑みて施行された定期的に駐屯地を変更する更戍制により、軍閥化は避けられた反面「将は兵を知らず、兵は将を知らず」と謂われる状況で、当時から意思疎通が計れず臨機応変な対応を執れないと評されている。兵士は、月給として料銭半貫と糧米を1,5貫、春秋に紬絹6疋と綿12両、衣3貫、ボーナスとして三年に一度、銭15貫を支給され、駐屯地は、首都近辺と北辺（国境地帯）に偏在していた。また募兵時に壮健な者は禁軍に入れられ、劣る者が廂軍に集められ、禁軍の中でも、惰弱な者は随時廂軍に落とされ、これを落廂と言った。
廂軍は名目上は地方の府兵や州兵・軍兵だが、実際は軍事訓練や戦闘参加をせず、専ら行政・軍事上の雑役や警察・輸送に当たった。主に犯罪者（「配軍」と呼んだ）または浮浪者や落伍兵から構成された。ただし、水軍だけは廂軍が主力を担い、訓練や治安維持を行い戦闘に赴いた。
郷軍は地方政府が地元から選抜あるいは募集した傭兵で、平時は生業に携わり農閑期に軍事訓練や防御施設の補修・治安維持・輸送などに当たり、戦争の際は禁軍の補助を務めた。

### 待遇
「禁軍選補法」が制度化され、基本的に禁軍や廂軍は高齢になると除名されるか、降格されて剰員となり、いずれにしても満六十歳までに退役した（ただし、元祐年間に能力・功績がある禁軍兵士の退役が満六十五歳まで引き上げられた）。また制度上では年に二回の武芸審査が課され、廂軍でも壮健で武芸に勝るものは禁軍に昇格し、逆に禁軍でも最低基準に達しないものは、馬軍から歩軍へ、さらに廂軍へと降格されることが定められた。宋も後期になり、情勢が逼迫すると各村々で健康的な若者を誘拐同然に強制徴募し、兵役につかせることも相次いだ。
一方で剰員は退役した兵士を待遇を切り下げて再雇用する制度で禁軍および傷病者は七十歳まで、廂軍は六十五歳まで所属する事ができ、年齢に達すると放停されたが、事実上国家が終身の面倒をみる形となった。剰員には倉庫や宮観の警備や役人の護衛、物資の輸送などの軽微な仕事が与えられた（禁軍には「帯甲剰員」と呼ばれる武装を認められた予備役的存在もいたが、元祐年間に能力・功績があるものの退役が満六十五歳まで引き上げられたのに伴い廃止されている）が、戦乱続きの後には剰員の多さとそれに伴う財政負担の問題が生じた。また、年老いて帰国する事もままならない外国人兵士も剰員に加えられ、その中には契丹人・渤海人と並んで日本人兵士が存在したことをうかがわせる史料がある。戦死者の遺族や高齢や病気・怪我で退役した兵士にも不十分ながら保障が与えられている。また、郷兵の場合には退役後には帰農する場合も多かった。

### 編成
当初は営（別称：指揮）と都を基本とし、一営は五都からなり、一都は100人で編成された。営には指揮使が任命され、この営が集まって一つの軍が組織され、その指揮官は都指揮使と呼ばれた。ただし、北宋後期には、集まる指揮に特に決まりのない将兵という単位が新設され、また末端単位も兵五十人からなる隊に改められた。

### 兵種・武器
宋は西北の馬産地を常に隣国に押さえられていた為、軍馬に乏しく歩兵が部隊の大半を占めた。（仁宗時、禁軍の約七割が歩兵軍）北方の騎馬部隊を相手にする必要上、その歩兵の武器は次第に飛び道具に重点が置かれ、中期以降は大多数が弓弩手で、次に槍兵や刀兵が、最後に少数の火器兵から構成された。（初期は三割が弓弩手）

## 技術
宋代には経済の発達と共に各種の実用技術が発達した。方位磁石の発明がなされ、また印刷の技術も本格的に普及し広く利用されるに至った。火薬を量産し、手榴弾や火器・火砲に用いるのも宋代からである。
製紙・印刷技術の向上と市民経済の勃興により、それまで官僚・貴族に独占されていた文学・思想などが市民の間にも広まった。

### 出版
中国における印刷術は既に唐代に確立していたが、印刷された書物に触れることの出来たのは貴族層だけであった。これが唐宋変革の中で、版本による書物が大量に流通するようになり、多くの人が書物を入手出来るようになった。
五代十国時代の前蜀で923年に詩集『禅月集』の刊行が行われており、それに遅れること9年後唐の長興三年（932年）に馮道の主導により九経の刊行事業が行われ、広順三年（953年）まで21年を費やして完成した。これが中国における本格的な出版の始まりとされる。宋代に入るとこの流れは加速し、経書や『史記』『漢書』などの史書、『荘子』・『文選』などの書が次々に刊行された。景徳二年（1005年）に国子監祭酒であった邢昺は「私が師について学び始めたころ、経に疏（注釈）まで所持する者は百に一か二でしたが、今は士庶全ての家に備わっています。」と述べてその盛況振りを喜んでいる。
出版事業の版元としては、まず国子監がありこれを監本、個人による出版を家刻本といい、そして民間業者が行う物を坊刻本といった。坊刻本の中で福建で発行された通称「建本」には字句の間違いが多くあまり評判が良くなかった。それにもかかわらず廉価な建本は大量に出回り、普及を助けた。製紙技術が進んだとはいえ紙は気軽に扱える価格ではなく、宰相であっても反故紙を取って置き何かの時に使ったという逸話もある。廉価な建本は大いに流行した。これは多くの民衆が書物を欲したことを示している。
こうして出版業は盛んに営まれたが、北宋代にはまだ書店（当時の書肆・書賈）が十分に形成されなかった。多くの場合、士大夫が書物を販売したが、商売人ではないので店を構えず、開封の相国寺には最も有名な書店があったが、定期市のようなもので常設ではなかった。南宋初期の首都・臨安に至って専門の書店が誕生したようで、時間と共に盛んとなり、南宋末には出版業者や書店は盛況を迎えていた。
出版隆盛の反面、非難する士大夫も多かった。欧陽脩は嫌いな書物・国家の検閲を経ない出版の禁止を強行している。実際には、禁令にもかかわらず出版熱は冷めなかったが、宋政府は一貫して坊刻（民間製作の書物）に対しては規制をかけ続けた。

### 医術

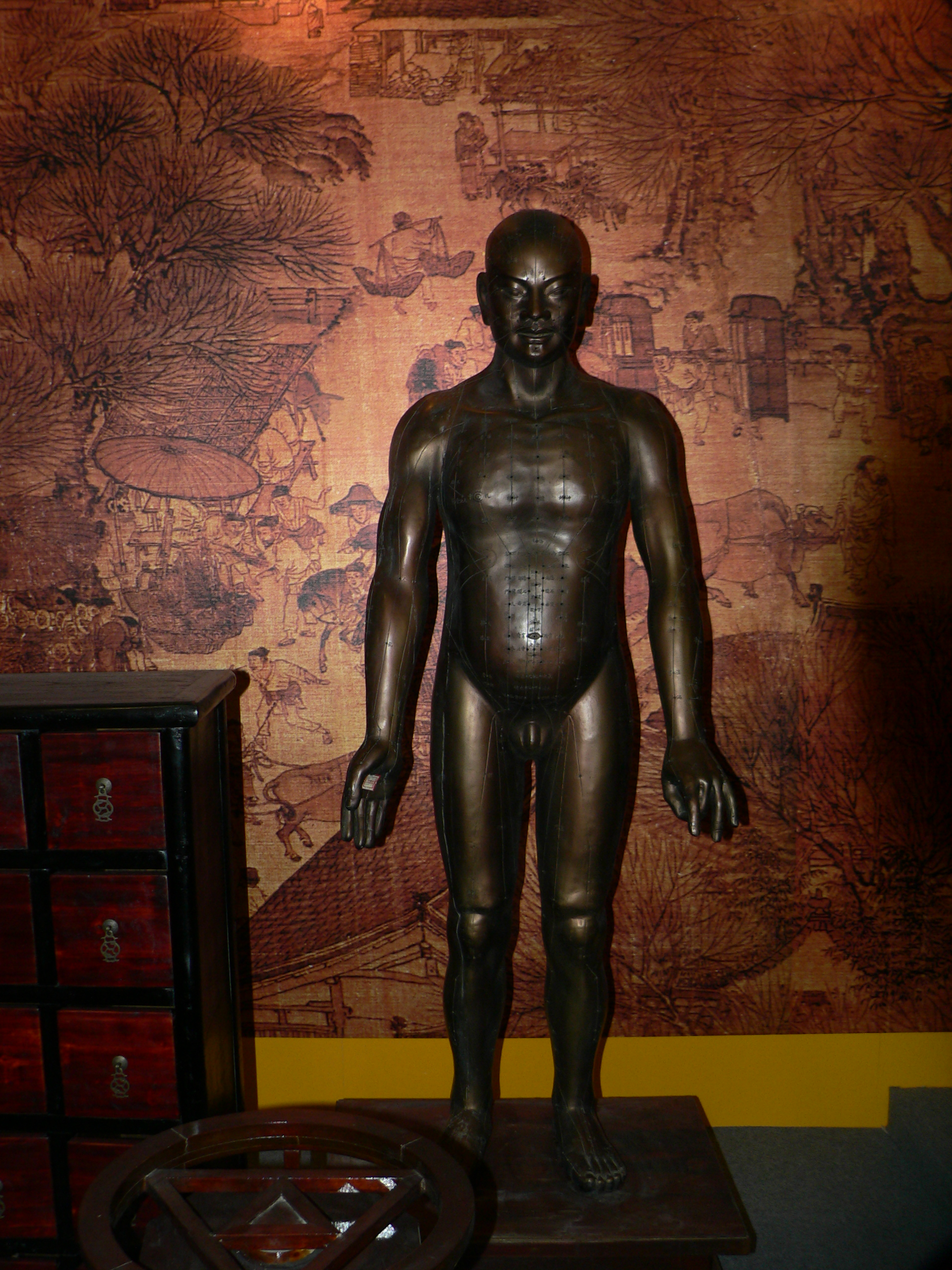
鍼灸銅人

宋代に医療制度が確立され、その恩恵を受け得る人が大幅に増えた。政府の医療行政部署として翰林医官院（後に医官局と改称）が置かれた。更にその下の公立医療機関および民間医療機関も数多く設立された。例えば治療を受けられない貧民の為の「安済房」・旅人の治療の為の「養済院」・孤児や老人を救済する「福田院」などである。
医療の機会が増えると共に医師もまた量・質双方に向上を求められ、医療教育が発展することになる。宋が建てられた年に太常寺の下に太医署（後に太医局と改称）が置かれ、入学試験を行って集められた医学生がここで育成されることになった。王安石の改革時に三舎法が太医局にも適用され、年一回の「公試」・月一回の「私試」の成績によって「上舎」・「内舎」・「外舎」の三つのクラスに分けられ、上舎で成績の良いものが卒業となり、逆に外舎で成績の悪いものは退学などの厳しい処置が取られた。更に太医局に倣って地方でも医療学校が設けられた。また印刷術の発達と共に『太平聖恵方』・『聖済総録』・『和剤局方』など医書も多く刊行されており、医療技術の発展を促した。
このような医療制度の充実と共に医療技術も各方面で進展が見られた。その中でも中国史上初の人体解剖図の完成とこちらも史上初の鍼灸銅人の完成は大きな進展といえる。
慶暦（1041年-1048年）年間に反乱を起こし処刑された欧希範を呉簡（医者）が解剖し、それを元に宋景（絵師）が画いたのが『欧希範五臓図』である。現存はしないが、日本の梶原性全が著した『頓医抄』はこれを参考にしたという。もう一つが崇寧年間（1102年-1106年）に、楊介が罪人を解剖して描いた『存真図』である。こちらも現存しないが、一部が元代の『玄門脈内照図』に写され、現在まで伝わっている。
鍼灸銅人とは人体模型に鍼灸のツボの位置を記したものである。仁宗の天聖4年（1026年）、当時の鍼灸のツボの位置が医者によってまちまちであり、混乱をきたしていた。そこで仁宗は鍼灸の書を調査してツボを整理するように命じ、王惟一がその成果である『銅人腧穴鍼灸図経』全3巻を編集、更に翌年これを基に銅人を作り上げた。以後、銅人を教材として技術指導が行われ、大いに教育に貢献があったという。
南宋成立後にその中心地域となった両浙路は気候的に疫病の多い地域であったが、北方から逃れてきた流民を受け入れたことによる急激な人口増大（北宋末期の1102年に197.5万戸であったのが南宋前期の1162年には224.4万戸に増加）やそれに付随する都市環境の悪化によって大規模な疫病が多発するようになった。こうした中で科挙に合格できないあるいは受験しない知識人の間には自らの健康維持と並んで生活の資として医学を学ぶ者もあった。『三因極一病証方論』を著した陳言（陳無択）や『魏氏家蔵方』を著して治水家としても知られた魏峴もそうした両浙路知識人の代表的な一人であったと考えられている。また、僧侶の中にも医学的知識を持つ者が多く、日本から禅宗等を学ぶに南宋に渡った僧侶の中には南宋の医学書や医学知識を持ち帰る者もあった。前述の梶原性全の『頓医抄』にも『欧希範五臓図』の他に『太平聖恵方』・『太平恵民和在局方』・『三因極一証方論』などの宋代の医学書が多く引用されている。

### 科学
中国の科学技術史#中世も参照。
北宋の著名な科学者として蘇頌と沈括がいる。
蘇頌は開封に元祐2年（1087年）から五年を費やし水運儀象台という大規模な天文観測施設を建設した。水運儀象台は水力を動力に渾天儀という天文観測用の望遠鏡・天球儀・時計塔を備えた五層の建物で、近世の物と比較しても劣らない非常に精緻な構造物であった。構造は蘇頌が著した『新儀象法要』に記されている。
沈括が元祐3年（1088年）に著した『夢渓筆談』には磁石が北を指し示すこと（方位磁石）、化石を観察して海岸線が移動すること等々多数の自然科学の発見が記されており、中国の科学史を語る上で外せない書物である。

### 建築

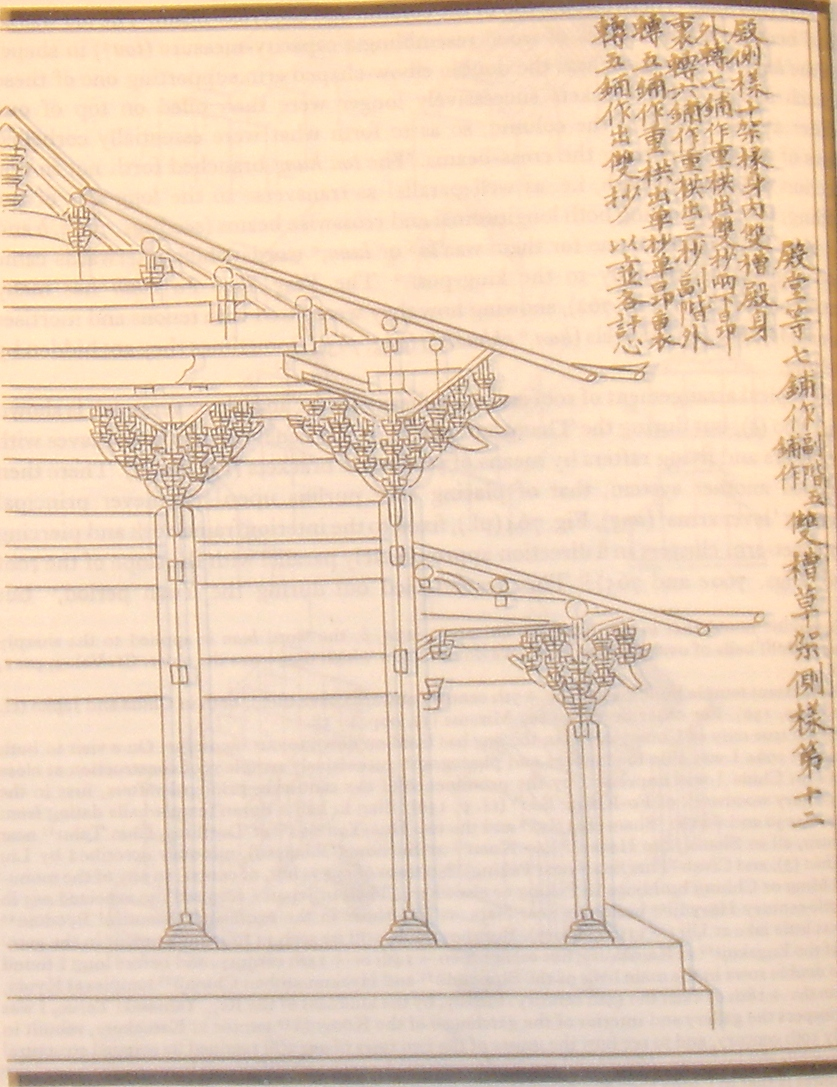
『営造法式』

現存する建築物については、唐代までに比べ宋代のものは格段に多い。
唐・五代の中で建築様式は規格化・工業化の道をたどり、北宋代にほぼ完成されたと見られる。元符三年（1100年）に李明仲が著した『営造法式』には、得られた技術が記されている。これ以降の中国建築では細かな差異はあれどもその本質に付いては違いは無い。宋代の大規模建築が驚くほどの短期間で完成したのが、長さ・径・厚さ等による材料の規格化・接合部などの加工方法の規格化や雇用による専業化の成果であるのは疑い無いところである。職種が細分化され、大木作・石作・瓦作・陶作・竹作・泥作・窯作など、多くの作業に分類されているのも特徴的。
首都開封城は現在の開封市の地下に埋もれている（詳しくは#大都市の外観を参照）。建築技術においては城壁の表面を塼（レンガ）で覆ったことが特筆される。）

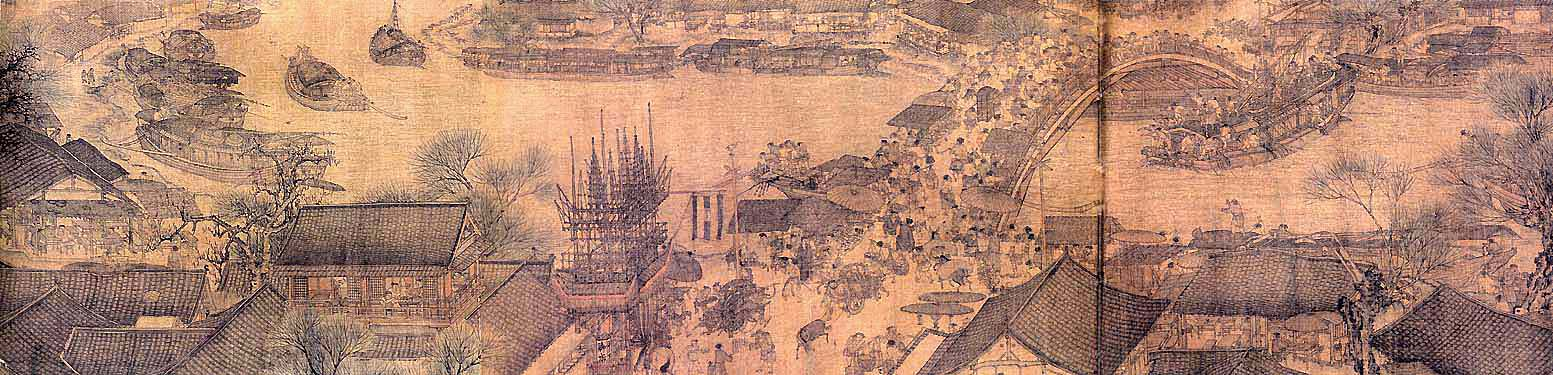
虹橋（清明上河図巻部分)

開封の城内は輸送の為に運河が貫通していたが、宋代には架橋が興味深い発展を見せた。中でも「虹橋」が有名で、木製の梁の角度を変えながら重なる構造をもち、虹の如く極端なアーチを描いている。虹橋は幅の狭い河に適した形式であり、『清明上河図』に描かれている虹橋は幅20mほどと推定されている。この形式は支柱が不要なため船の運行に便利である。虹橋は山東が発祥で、徐々に広まり開封には三つの虹橋が架かっていたという。
船の運行しない河では木製や石製の普通の橋が架けられた。石製で有名な橋が泉州市に現存する「洛陽橋」（別名万安橋）で、この橋は蔡襄が泉州郡守の時に建設を提唱し、5年の歳月をかけ建設された。橋が架かる洛陽江は干満の差が激しく、水流の圧力を逸らすため基礎部分は小船の形をしている。全長は540mにもなる。

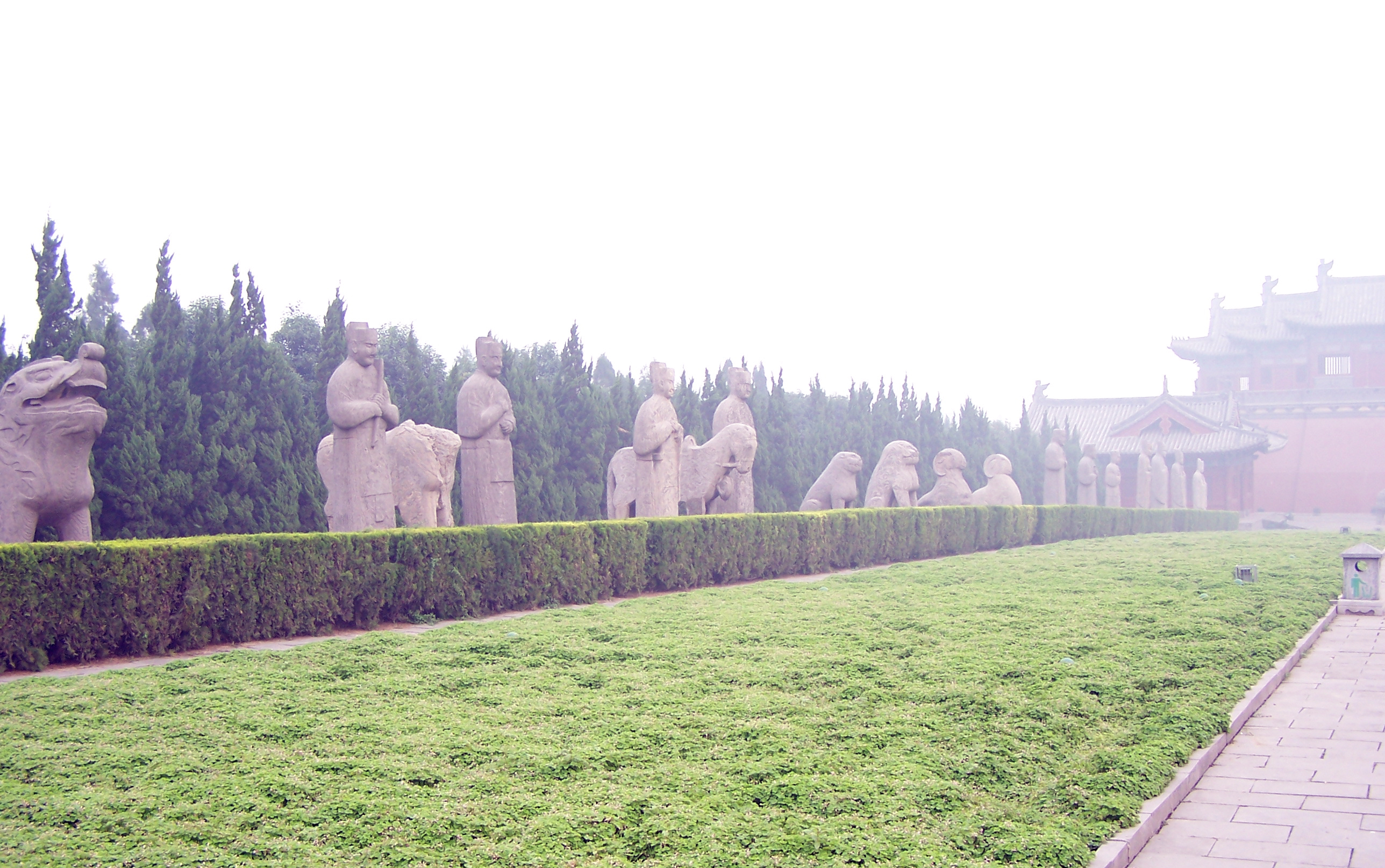
宋陵

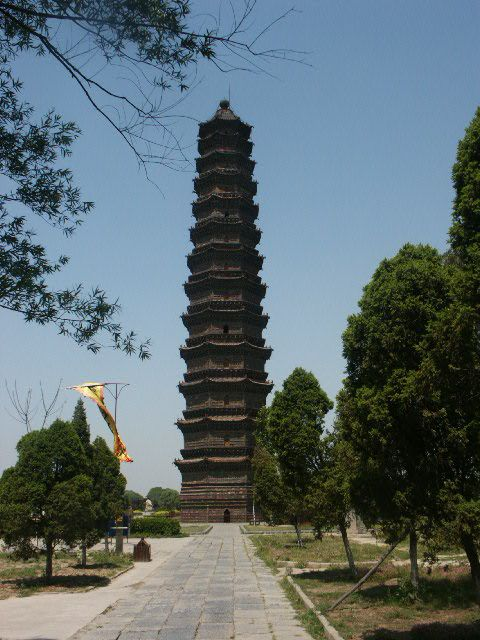
鉄塔

市井の建築物には等第と呼ばれる身分等級により装飾・色彩・規模がなんとなく制限されていたが、農村には制限が無く華美な住居や風水に則った建築や土地の造成が流行した。四川・雲貴・嶺南の農村住居は、茅葺や干欄式の上層に居住し下層で家畜を飼う家が多く、それ以外の地域では概ね瓦葺の屋根である。
建物の所有者・用途によって、規模・形式には様々な物があるが、基本的な構造は同じで、屋根の作りは廈両頭（日本で言う入母屋造）が多い。士大夫層の住む邸宅は城市内であっても絢爛豪華に飾られ、また主に客を迎える「堂」と私生活の場である「寝」の二つの部分に別れこれを廊下で繋いだ建物が多い。
商店は、北宋中期までは平屋や2階建てが一般的だが、北宋末から南宋にかけて3階建ての建物が増える。官僚や富豪を相手する高級店は華美な彩色や豪奢な装飾が施され、楼を幾つも設けていたが、百姓を相手する店は簡易な造りをしていた。また大都市には瓦子（繁華街）に勾欄（劇場）、酒楼（料理屋）、茶館があり、木柱や石壁による舞台空間の確保が為されていた。

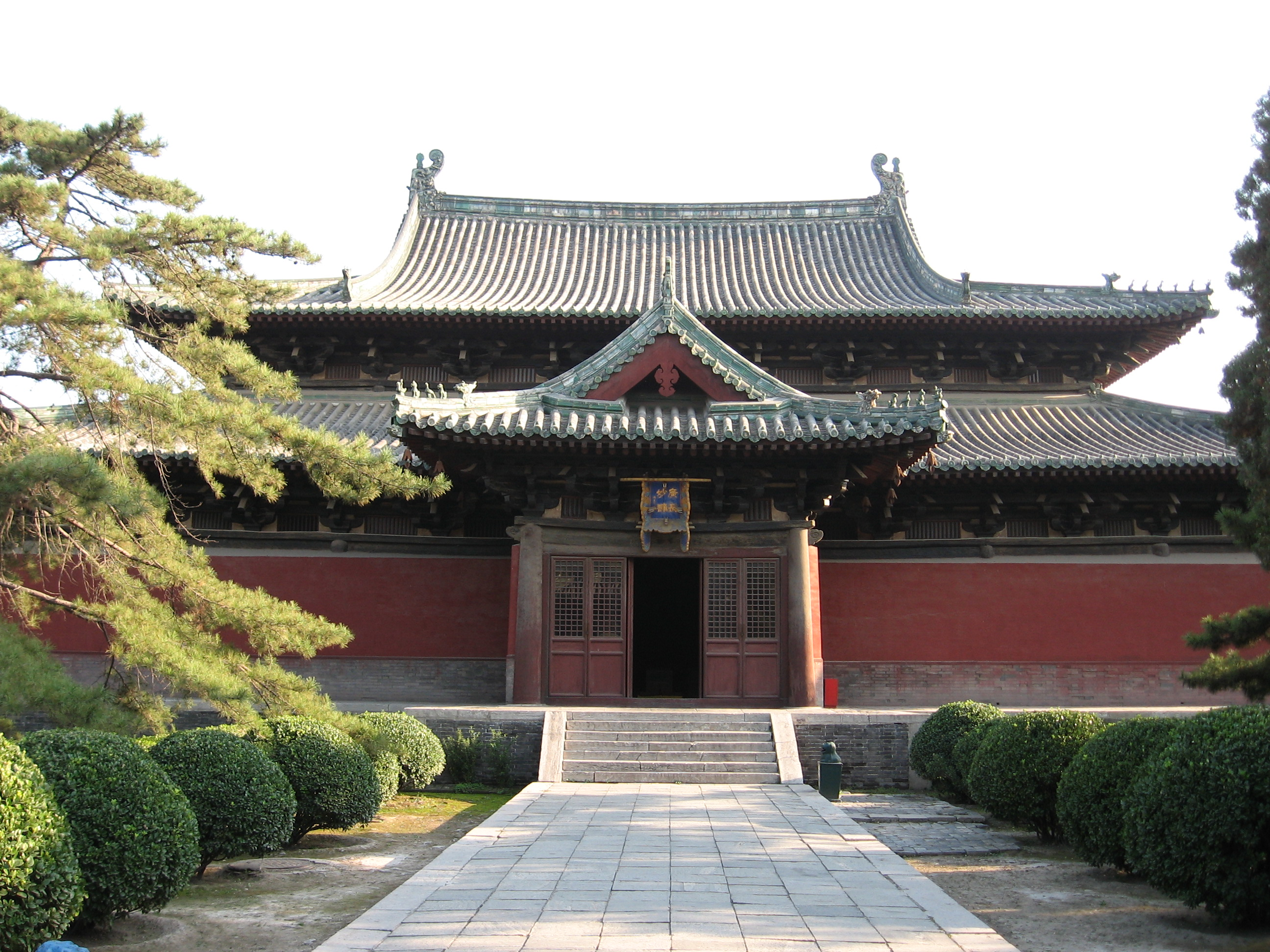
隆興寺摩尼殿

開封の東、鞏義市の南西に北宋皇帝の陵墓（宋陵）があり、徽宗を除き太祖から欽宗までの諸帝が葬られている。陵墓の様式としては四角形の陵の周辺に人物・動物などの石造（象設という）が並べられている。四角形の陵は漢様式、象設は唐様式で、宋のそれはこの二つの様式を混交したものである。
宋代は禅宗が大いに隆盛し、それに伴い禅寺が多数作られている。開封には相国寺や開宝寺といった寺があったが、現存しない。現存する中で有名なものとしては河北省正定県にある隆興寺が挙げられる。この寺は元は隋代に龍蔵寺という名前で建てられたのだが、宋代に再建されたと共に改名され、その後改修を重ねつつも現存している。また建物が滅んで仏塔だけが残されている場合も多い。前述の開宝寺の中にあった鉄塔と呼ばれる仏塔は今でも開封の名所として親しまれている。

### 造船
造船技術も前代から大きく発達した。天禧末年の明州の記録には作坊で年間177隻が建造されたとあり、元祐五年（1090年）の記録にも温州・明州の2州の作坊で年間600隻が建造されたとある。この中には大型の万斛船（900～1100tほど）も含まれる。
また南海交易の拡大により、哨戒や海賊討伐を担う常設の海軍が創設され、山東半島の登州に置かれた中央所属の神衛・虎翼水軍と両広路所属の忠敢・澄海水軍が置かれたが、船舶は兵器と違って政府は製造せず専ら民間の造船所に請け負わせた。
南宋代に入ると、国防上の要請から中央水軍は、北宋後期の戦闘船50艘・兵士2000人から南宋後期の戦闘船1000艘・40000人へ次第に増強される。また、四川と広東には常に水軍制置司が置かれ常設の地方水軍が維持された。

## 文化
宋代の初期には、皇帝の詔勅による文化事業として、「四大書」と総称される大部な書物の編纂が、相次いで行われた。太平興国三年（978年）の『太平広記』500巻、太平興国八年（983年）頃の『太平御覧』1000巻、雍熙三年（986年）の『文苑英華』1000巻、大中祥符六年（1013年）の『冊府元亀』1000巻である。

### 思想・宗教

#### 儒教

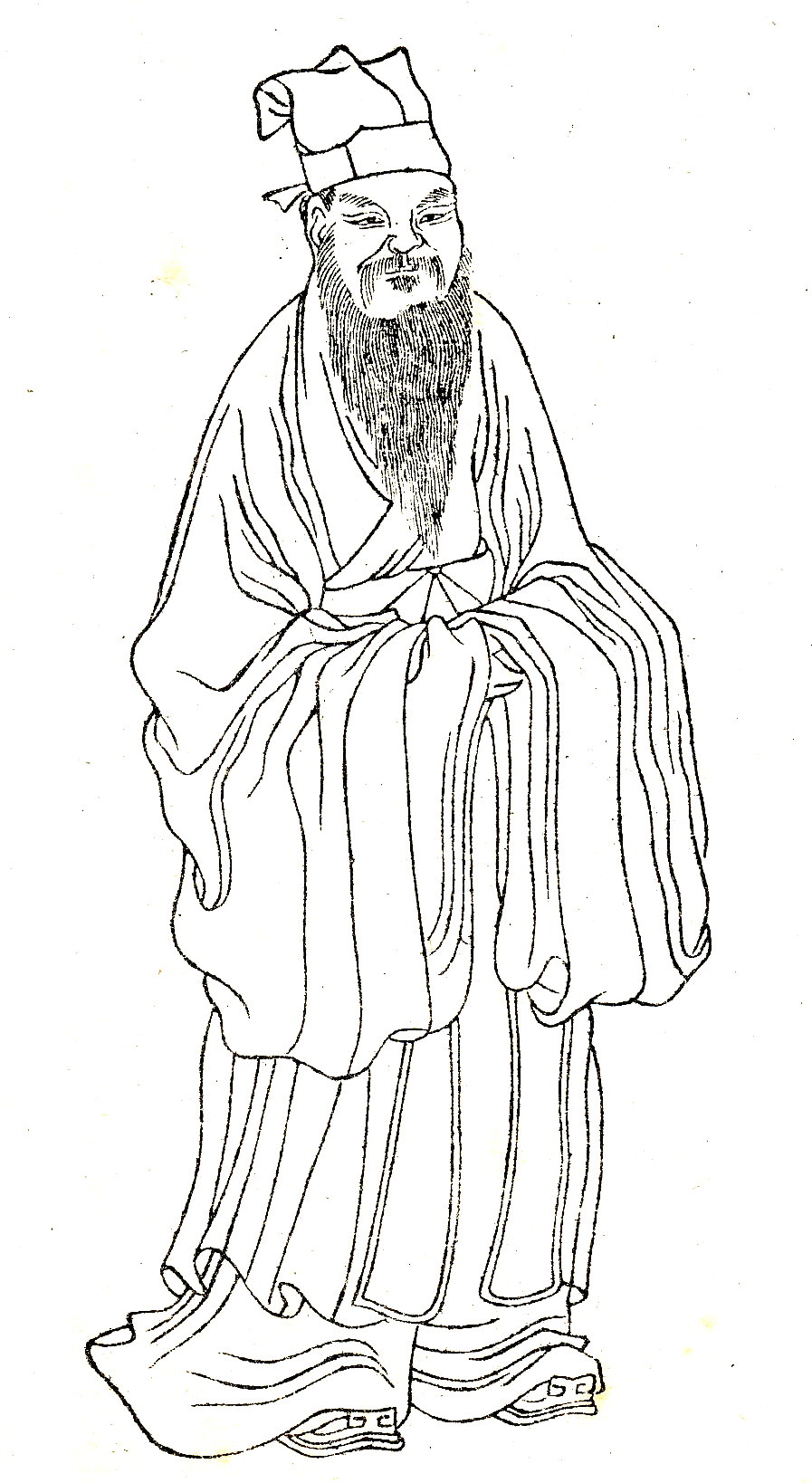
程顥

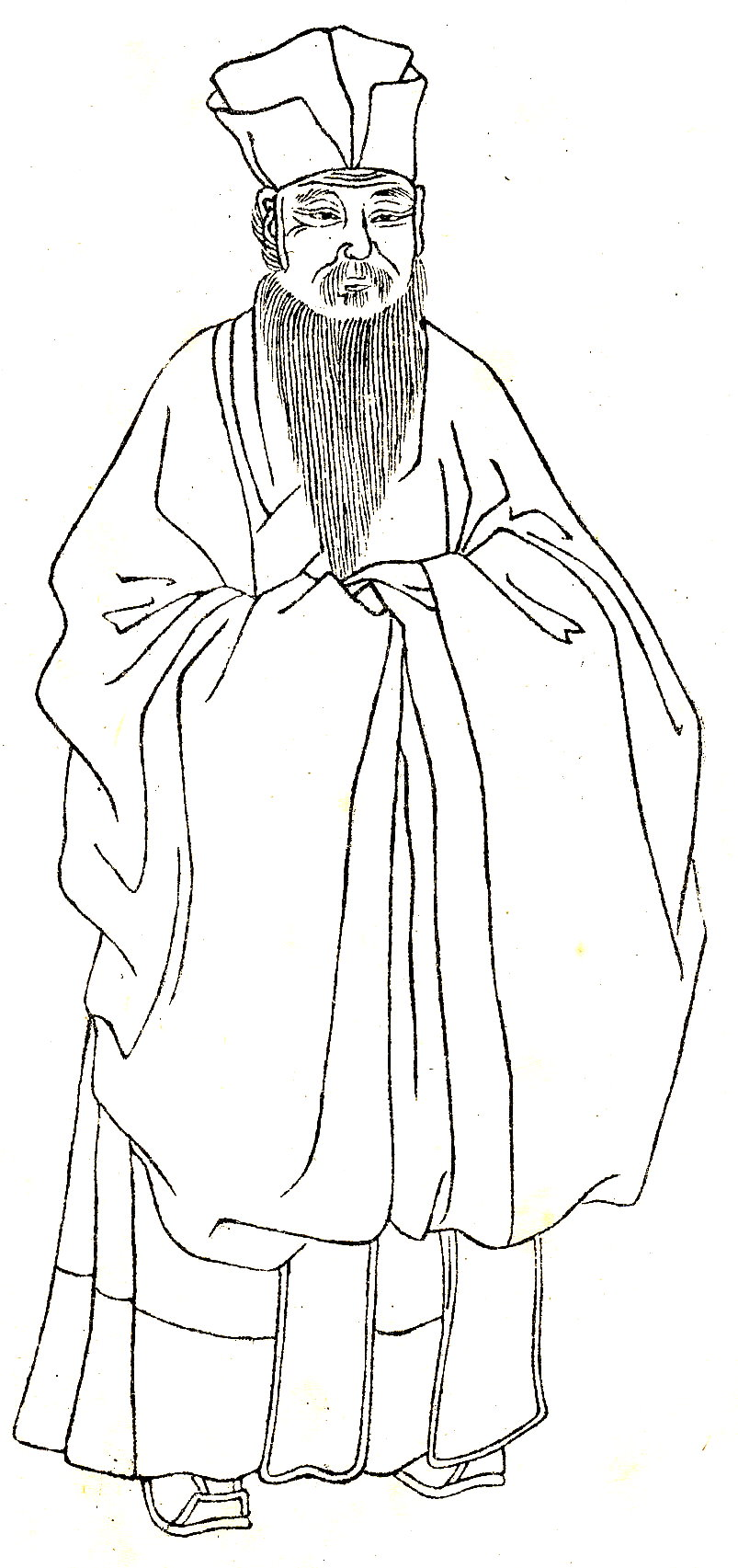
程頤

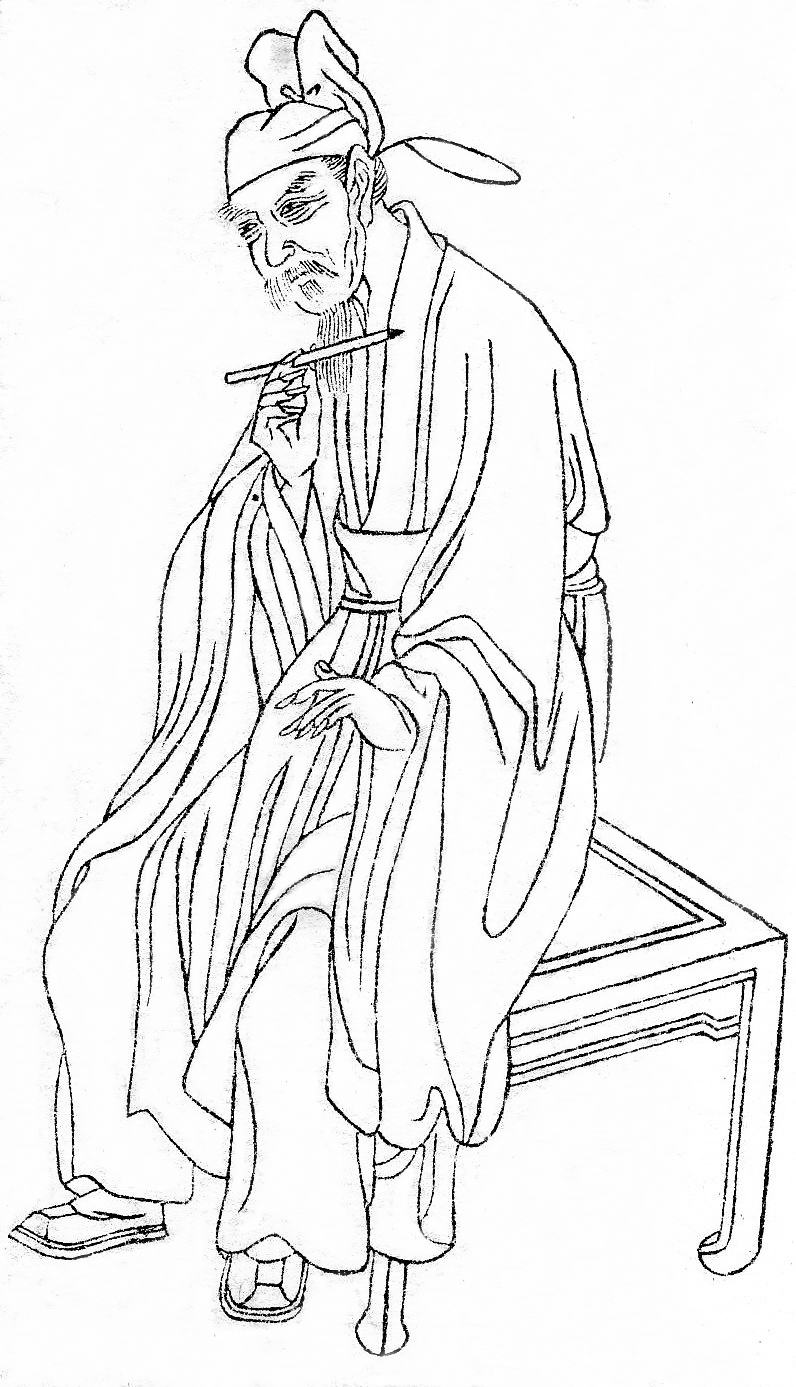
陸象山

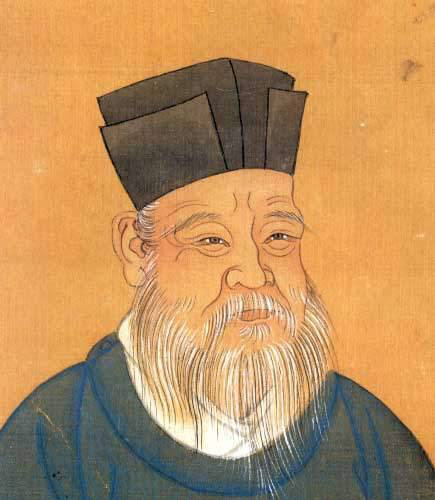
朱熹

科挙の隆盛により、知識人はほぼ完全に儒教を基礎とする人物となった事で、宋は歴代でも儒学の強い時代である。その儒学の中で道学と呼ばれる新しい学問が始まり、後に朱子によって集大成されて朱子学となる。
宋学の主な学派は、王安石・王雱親子の新学、蘇軾・蘇轍兄弟の蜀学、張載の関学、程顥・程頤兄弟の洛学である。それ以外には周敦頤・邵雍などが挙げられる。
北宋期宋学の共通点は、漢唐訓詁学に対する批判から始まる点である。訓詁学は孔子が残した（とされる）経書を解釈し、教えの正確な把握に努める。対して宋学では語句の解釈のような「瑣末な」問題には拘らず、この世界を司る天理の解明を追求する。
朱熹の登場
北宋代に形作られた新儒教の流れを大成したのが南宋の朱熹であり、その学問朱子学は清代まで中国の中心思想であったのみならず、影響は日本・朝鮮など東アジア全体に広がり、その影響は現在に至るまで大きい。
朱熹は程顥・程頤の流れを汲む道学の徒だが、その理論を大きく発展させた。
- 理気論
- 性理論
- 性即理
- 所以然・所当然

などの理論がある。
朱熹は四書五経などの経書に自らの解釈を持って注釈を施すと共に、細密な理論体系を構築し朱子学を建てた。朱子学は南宋思想界の大勢力の一つとなった。韓侂冑により慶元偽学の禁が出され一時弾圧されたが、禁解除後は再び思想界の主流となる。以後の王朝では官学となり東アジアにも広い影響を及ぼした。

同時代の思想家として他に名声を箔したのは陸象山である。

#### 仏教
唐代は儒仏道の中で最も隆盛を誇った仏教だが、唐代に主流だった経典解釈を中心とする仏教は宋代では振るわず、士大夫層には自己言及的な禅宗が、民衆層では阿弥陀如来の救済を求める浄土教が盛んとなった。
但し、北宋初においては、太祖が971年に『大蔵経』の1076部5048巻という大々的な出版を行い、また太宗と真宗の時代には、伝法院で234部489巻という大規模な訳経事業が行なわれている。これは、主に密教経典が訳されたものだが、この時期はインドの仏教の最末期に当たり各地で仏像や寺院などが破壊され仏僧は国外へと逃亡した。その中で中国へ渡来したのが施護や法賢であり、彼らを中心に訳経が行われた。
禅宗では、いわゆる「五家七宗」が確立したが、その中でも臨済宗が最も栄えた。士大夫層には禅宗の信者が多く、熱心な研究者も多かった。宋学の理論には禅宗の影響が強かったが、同時に研究の上で仏教を「夷狄の学問」とする排撃も見られる。朱熹も初め禅の信徒であった。

#### 道教
太祖は三教を概ね平等に扱い、一つに傾倒することは無かったが、最晩年から変化を始める。道士の張守真が太祖に招聘され、太祖の死と太宗の即位とを予言し、その後は太宗の傍で度々神託を降したという。
真宗は澶淵の盟によって訪れた平和を最初喜んだが、王欽若に城下の盟と言われ自らの威厳を損ねたと感じるようになった。これを利用して王欽若や道士が画策したとされるのが天書事件である。

この後、真宗は道教に好意的になり、道士に対する免税や大規模な道観の建築などを次々と行った。また道教の経典の整理を行わせ、1019年に『大宋天宮宝蔵』と名づけられた書物を完成させた。
真宗の死後、宋朝の態度は以前の三教平等に戻ったが、徽宗に至って自ら道君皇帝と名乗り、『老子』や『荘子』に注釈を行う傾倒振りを示した。多数の道士が徽宗に侍ったが、その中で特筆すべきが林霊素である。
林霊素は1115年ごろ徽宗に道教理論を説いて認められ先生の号を授けられた。直後に道学（道教学校）が設けられ、太学に道教の研究を行う『道徳経』・『荘子』・『列子』の博士が設けられた。更に林の教唆により、仏教に対し仏→大覚金仙・僧侶→徳士などの改名や僧侶の道士服着用が強制されたが、これは一年で撤回された。
道教は隆盛したが、皇帝と結びついた教団は一般信者との乖離や堕落が見られ始め、これが北宋末から金初期に登場する太一教・全真教・真大道教などの新道教を導くことになった。
南宋代もある程度の安定が得られた高宗および孝宗時代は、道教よりも仏教を優遇していた。また仏教・道教に共通して度張を売り出すと共に、免役銭を逃れを禁じ僧侶・道士にも免丁銭を課した。
南宋皇室と最も関係が深かったのが天師道である。高宗・孝宗などに天師が度々召され、道術により災いを祓って褒賞を受けたという。一方、上清派は皇室から遠く民間の勢力に留まっていた。総じて南宋代の道教は実態は判然としないが、あまり優遇されなかったようである。

#### その他・民間の宗教
以上の三教が国家公認の宗教であるが、その他にも民間では様々な信仰対象があった。
例えば家の神として竈神が信仰を集めており、また農村では農業神が、街であれば城隍神が信仰されていた。他に地域の過去の偉人が祀られた場合もある。それらの神居として、社や廟が用意されるが、村の中心の物を村社・郷の物を郷社といい、村社は農民による自然発生的なものが多いのに対して、郷社の多くは士大夫や兼併など富民によって作られたようである。
規模が大きく規範の面で望ましくない民間信仰は「淫祀」とされ、社や廟が取り壊された。更に、危険な存在であると認識された場合には「邪教」とされ処罰の対象となる。
代表的な宗教はマニ教である。唐代には公認されていたマニ教であったが、呪術的な傾向を強めたため次第に政府の警戒を受け処罰の対象となった。方臘の乱の中核はマニ教徒ではないかとも言われる。
孝宗期に慈昭子元が創始した白蓮宗は弥勒信仰を中心とする仏教結社で、既存の宗派から異端視されたが民間に多数の信徒を集めた。しかし、後に白蓮宗の一部が弥勒下生を願う反体制集団白蓮教となった。

### 文学

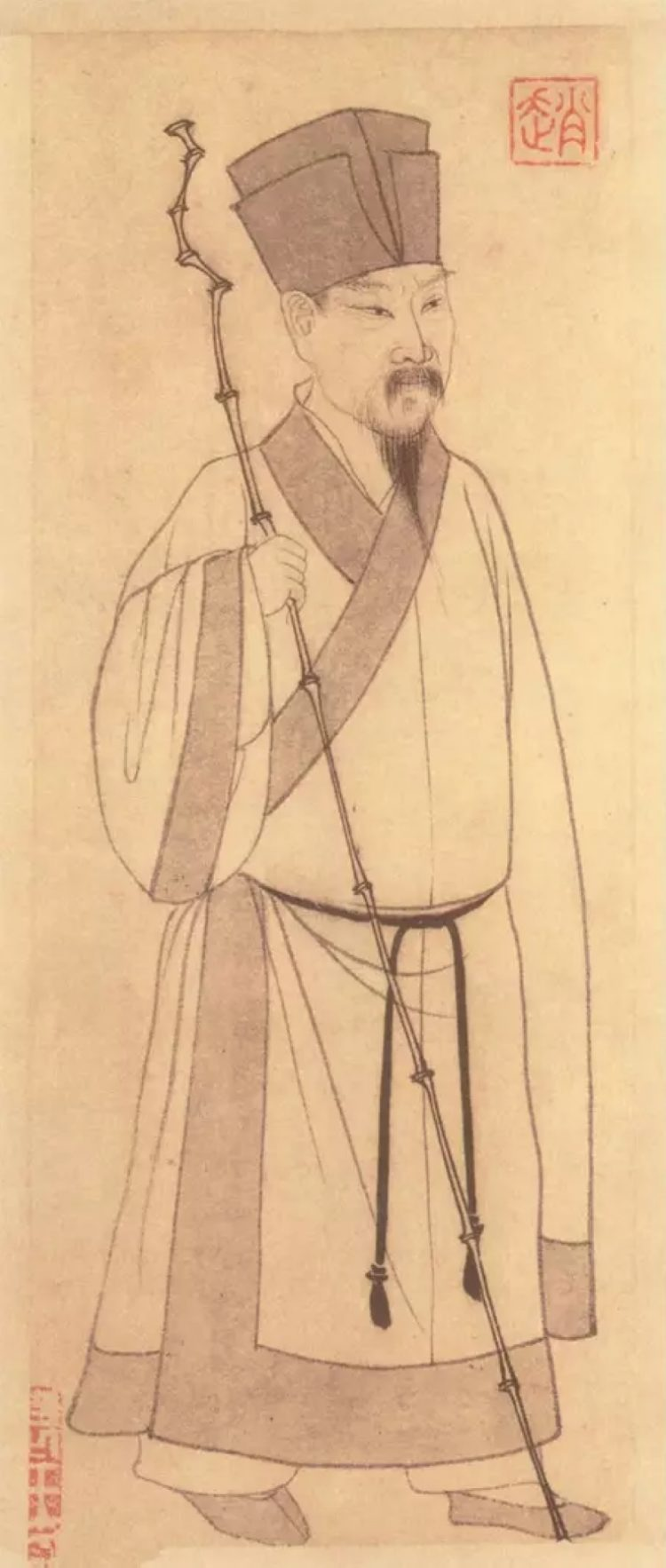
北宋最高の文人、蘇軾

ウィキソースにそれぞれの原文がいくつかある。楊億・林逋・寇準・欧陽脩・梅堯臣・蘇舜欽・王安石・蘇軾・黄庭堅・
陸游・楊万里・范成大・張先・柳永・周邦彦・李清照

#### 詩
五代の詩は繊細な詩風を特徴とするが、詞が隆盛した一方で、詩は概ね低調であった。
北宋・真宗期の高級官僚の間では西崑体と呼ばれる詩風が流行した。西崑体の代表としては楊億・銭惟演・劉筠といった名前が挙がる。
宋初には他に独自の詩風を持つ詩人も居り、まとめて晩唐派と呼ばれるが、詩風は同じでない。魏野・林逋・寇準といった名前が挙がる。
仁宗期に入り、欧陽脩は韓愈に心を寄せて古文復興運動に取り組み、詩に於いても韓愈を手本、梅堯臣・蘇舜欽を同士に新しい詩の流れを生み出した。
神宗期に活躍したのが王安石であり、宋代最高の詩人である蘇軾である。王安石には政治に関する詩が多く、表現に於いては故事・古詩を盛り込みつつも端正な詩風である。

当代一の文人である蘇軾の周りには多くの才能ある文人が集まり、黄庭堅・張耒・晁補之・秦観の四人は蘇門四学士と称されたが、中でも黄庭堅が文名・後世に最も大きい影響を与えた。黄庭堅の詩風は多くの追従者を生み、後に江西詩派と呼ぶ流れを生んだ。
華北を失い江南へ押し篭められた激動の時代を代表するのが、陳与義・曾幾・呂本中の三人である。時代を反映し亡国の悲憤を詠んだ歌が多い。杜甫を尊敬した陳与義は杜甫と似た境遇に遭った事で詩も杜甫に近づいたと評される。
孝宗の治世に入り、ある程度の安定を得た南宋で再び詩が全盛期を迎える。代表的なのは范成大・楊万里、そして南宋最高の詩人である陸游である。

陸游は29歳の時に解試（科挙の一次試験）を受けて見事1位で合格したが、そのときの2位が時の宰相秦檜の孫である秦塤であったために省試（二次試験）では秦檜により落第させられたという。結局86年という長寿を保ち、現存する詩は9000に及ぶ。
孝宗の治世末から平和な時代が続き、詩を詠む人間の数は大きく増加した。代表が永嘉四霊と江湖派であり、永嘉四霊とは徐照・徐璣・翁巻・趙師秀の四人である。
南宋も末に近づき、モンゴルの攻撃が日に日に激化する中で、激情を詠んだのが文天祥である。文天詳の詩としては「正気の歌」が有名で、その亡国を悲しむ詩は後世の愛国者に深い感銘を与えた。
南宋滅亡後、元の時代になっても「宋の遺民」として過ごす人々がおり、彼らは在りし日の宋を懐かしんで歌に詠んだ。代表としては汪元量・謝翺・鄭思肖らの名が挙がる。
侷促常悲類楚囚、遷流還歎学斉優
江聲不盡英雄恨、天意無私草木秋。

#### 散文
宋の初期、駢文と呼ばれる華麗で装飾を凝らした文体が主流であった。柳開・王禹偁・石介・范仲淹などが駢文を空疎なものとし、秦漢代の簡素で質実剛健な文体（古文）への回帰を主張した。特に石介の文体は「太学体」と称され、科挙の受験で書かれる文体の主流となった。
だが、太学体の古文は韓愈の文体を受け継いだ晦渋難解なものであった。欧陽脩は嘉祐2年（1057年）、知貢挙（科挙の試験官）を勤めた際、蘇轍・曾鞏らの答案を及第させ、太学体で書かれた答案は落第とした。この結果、欧陽脩その人、欧陽脩の同期でその理念に同調した蘇洵、蘇洵の息子の蘇軾・蘇轍、新法改革の王安石、そして欧陽脩の最も忠実な弟子といえる曾鞏、いわゆる「唐宋八大家」の文体が主流となった。なお蘇洵以外は全て欧陽脩の門下である。
同じ古文でも、欧陽脩の古文は韓愈の「陽剛」に対して「陰柔」と評される。欧陽脩は抑揚に欠ける部分もあるが、文体が平易で簡潔な上、論旨が明確で分かり易い。欧陽脩の文体を最も忠実に受け継いだのが曾鞏であり、南宋以降の古文は基本的に欧陽脩・曾鞏を受け継いでいる。
王安石・蘇軾は基本的には欧陽脩の文体を引き継ぎつつも、その生涯と同じく独特な個性を放っている。

#### 詞
漢文・唐詩・宋詞・元曲と後世に言われるように、北宋は五代を引き継いで詞が大きく隆盛した。
詞は唐代の燕楽（宴楽）を源流とする。宴楽という語の示すように宴席で演奏される曲に付けた歌謡が詞である。詞は叙情的な物が多く、また詩に於いては禁忌とされた恋愛歌などの俗な題材も扱われた。定型詩とは違い曲に合わせて謡うため、句の長短が様々なのが特徴である。
宋初では寇準などの詞が挙がるが、仁宗朝以降が真の隆盛期といえる。当該期の詞人には晏殊・欧陽脩・張先・柳永らの名前が挙がり、特に後者二人は詞の新しい境地を開いた。張先により詞は日常的な事柄が詠まれ始め、詞が士大夫の間に敷衍したとされる。また柳永以降、小令という六十字までの詞以外にも、民間で流行した慢詞と呼ばれる長文が士大夫にも謡われるようになった。
神宗期で最も重要な詞人が蘇軾である。蘇軾は通判として杭州に赴任した際に張先と親交を結び、その影響を大きく受けた。しかし蘇軾の天才はそこに留まらず、従来の詞には登場しなかった『三国志』の赤壁の戦いなど勇壮な題材を選び、新境地を開いた。
#詩の節で紹介した蘇門四学士は何連も優秀な詞人でもあったが、その中でも秦観が最も文名が高く、師とは違って繊細で叙情的な詞を得意とする。
徽宗朝に入り、詞を集大成したのが周邦彦である。周邦彦は音楽に詳しく、徽宗に命ぜられて大晟府という音楽の部署を作った。周邦彦の影響力は極めて大きく、南宋の詞人は全て周邦彦を出発点として派生したといえる。その詞風は「渾厚和雅」と評される。
もう一人挙げるべきは女流詞人李清照である。李清照は口語的な表現を多用し、女性らしい繊細な感情表現が特徴である。
宋が南に移り、詞において古い歴史を持つ旧南唐の地域に入ったことで新しい段階を迎えた。
南宋初の詞人として辛棄疾・姜夔が挙がる。
辛棄疾は金に対する主戦論者で、そのため官僚としては不遇であった。その詞は蘇軾と通じるものがあり、蘇軾と共に豪放派の代表とされ、蘇軾と並んで蘇辛と称される。
これに対して姜夔は周邦彦の流れを汲んだ典雅な詞風が特徴である。姜夔は生涯官途に付くことは無かったが、その文名により多数の高級官僚と親交を持っていた。
南宋後半期の代表詞人としては呉文英・周密・張炎などが挙がる。呉文英は南宋滅亡と同じ頃に死去。元において亡国の憂き目に遭った宋の遺民として生きた詞人が周密・張炎である。亡国の悲しみを詠み込んだ詞が多い。元以降は散曲という新しい音楽が主流となり、詞は長い間忘れ去られた。

#### 史学

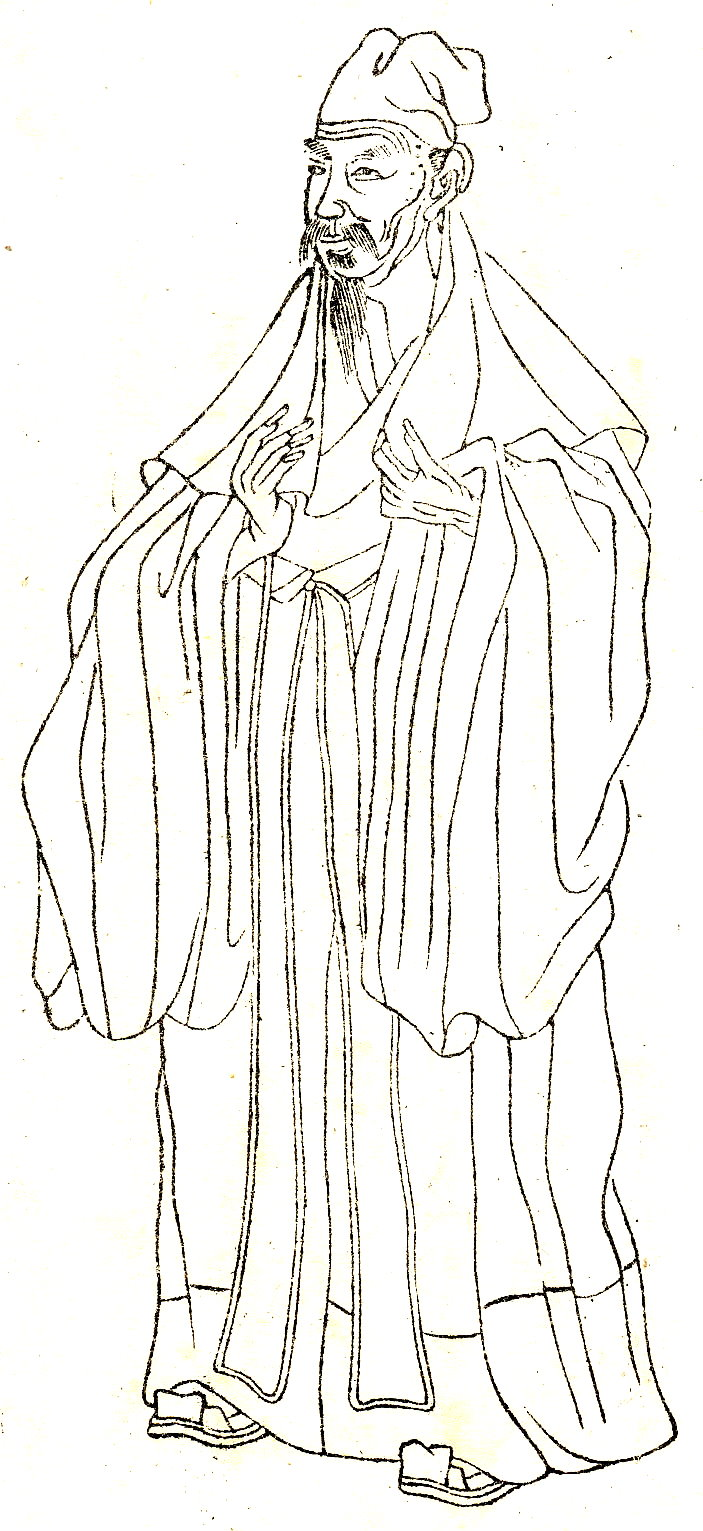
司馬光

『新唐書』『新五代史』は『旧唐書』に不満を持った欧陽脩が新たに編纂した物である。また、司馬光が紀元前403年の戦国時代の開始から宋が成立する直前までを書いた、編年体の『資治通鑑』もある。
宋代は金石学が欧陽脩により本格的に始められたことも特筆される。彼は周代から五代までの金石文を集め、『集古録』全1000巻に纏め上げた。これは現存しないが、跋文である『集古録跋尾』全10巻が現存する。他に呂大臨の『考古図』・徽宗の『宣和博古図録』などがある。

### 芸術

#### 絵画
唐代半ばに誕生した水墨画は宋代が最盛期とされ、また人物画・宗教画から山水画・花鳥画に流行が移った。文人画と院体画という描き手による分類もある。文人画とは素人画家の士大夫が描く絵であり、院体画とは翰林図画院（略して画院）などに属する専門の画家が描いた絵である。
唐代までの絵画は書などと比べ下に見られていたが、宋代になると士大夫も画を嗜むようになった。
北宋初期の山水画の代表は李成と董源の二人である。その後、李成の華北山水画は弟子の范寛に受け継がれ、李成流と范寛流の二つの流派が華北山水画の主流となった。江南山水画は董源の後に僧巨然が登場する。

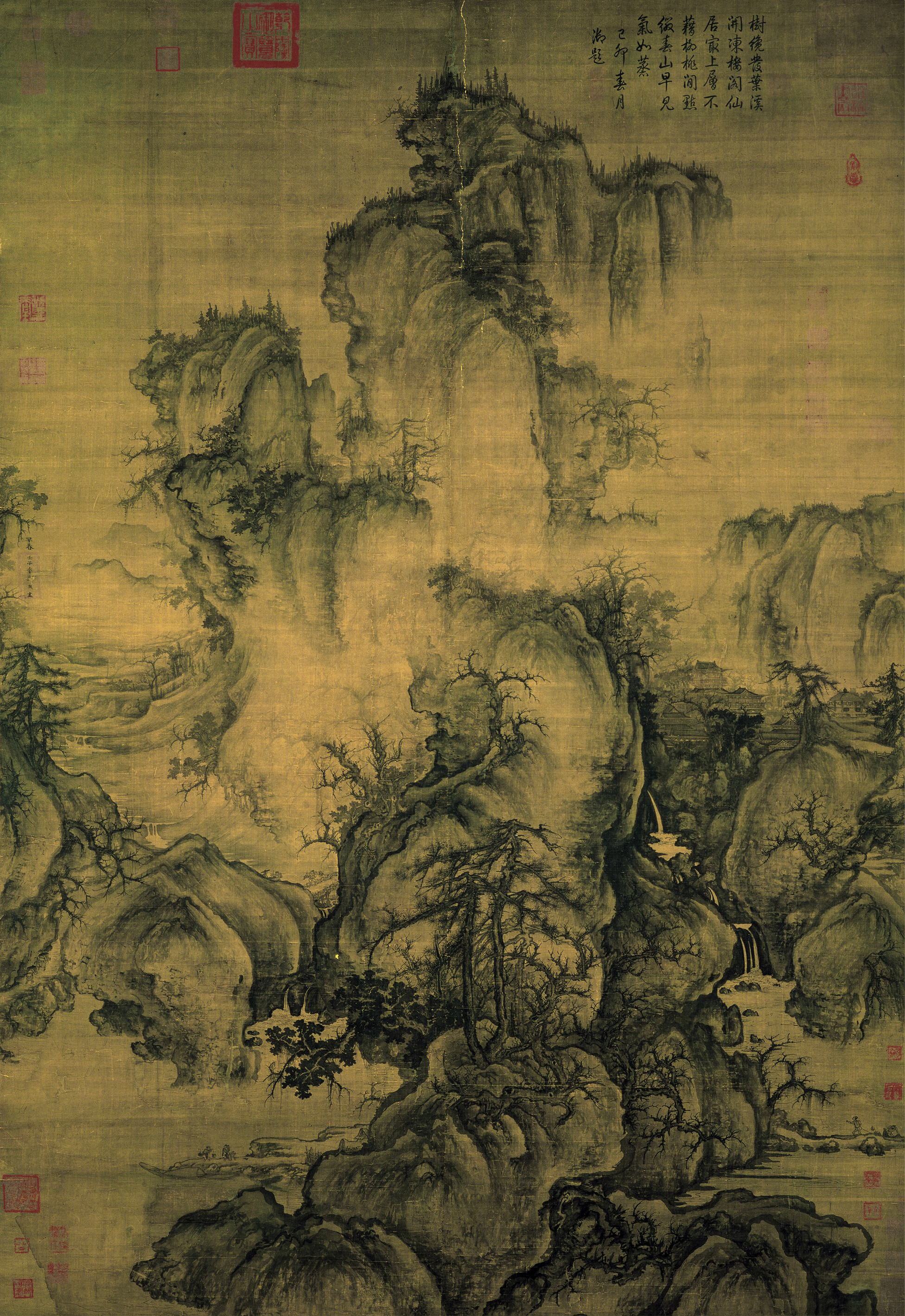
郭煕『早春図』

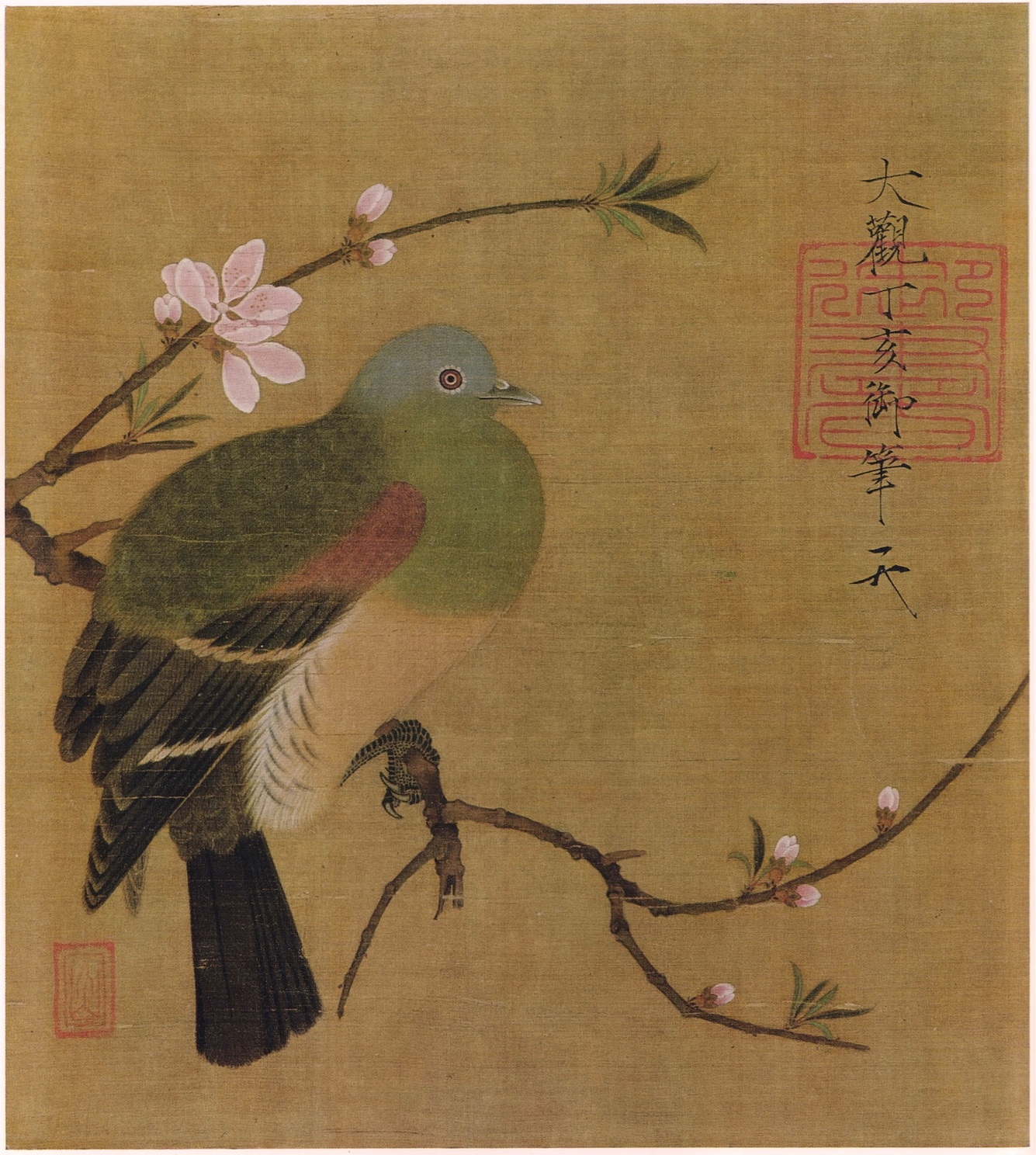
徽宗『桃鳩図』

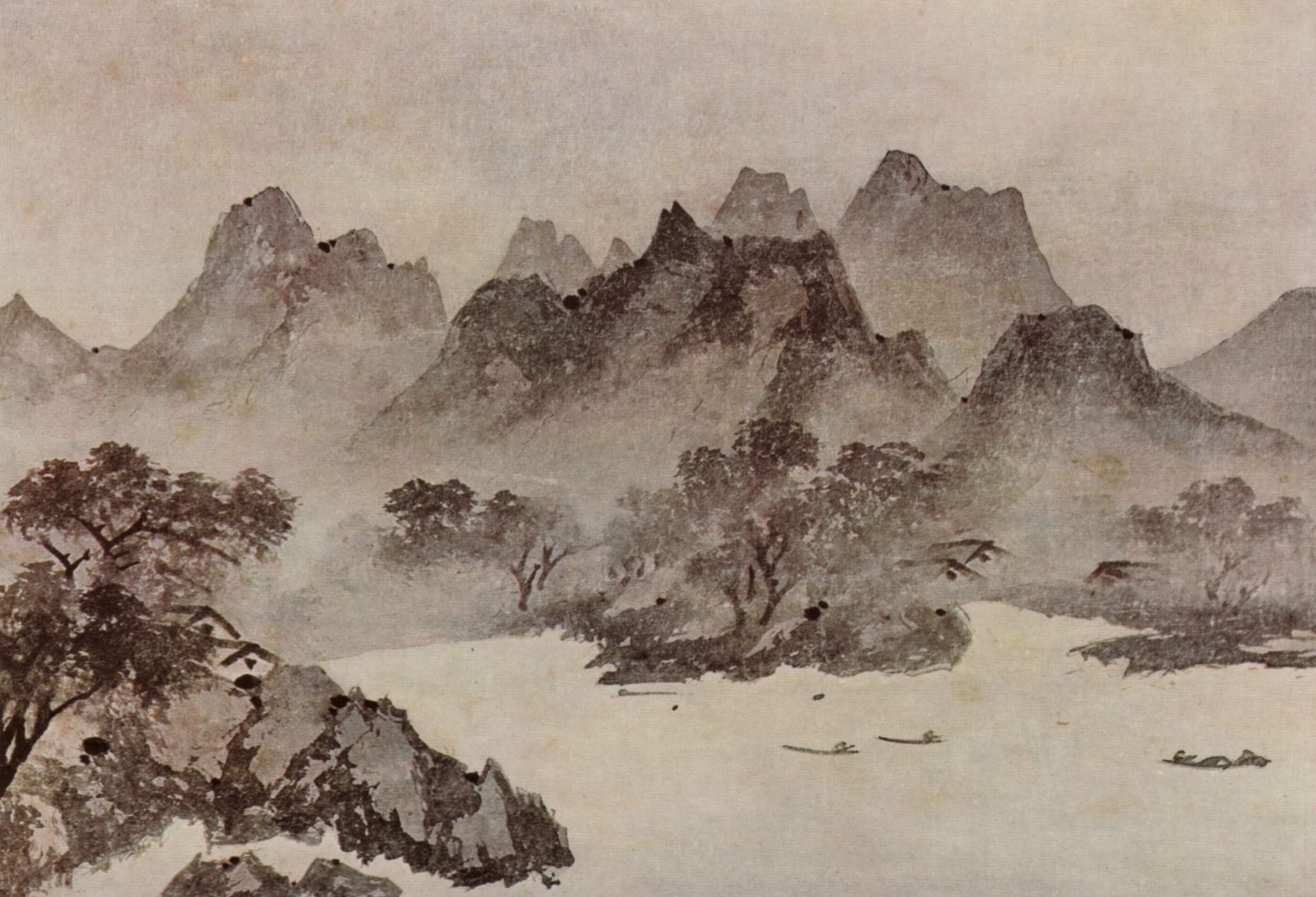
牧谿『漁村夕照図』

その後、華北山水画を大成させたのが郭煕である。郭煕は李成に私淑してその技法を受け継ぎ、范寛をも取り込んで二流派を統合した。李成と郭煕の李郭派と董源と巨然の董巨派が山水画の二大潮流となる。
花鳥画もまた南北の違いが如実に顕われていた。五代の頃、後蜀では「鉤勒填彩」画法が宮廷画家黄筌の一族を中心として行われ、その画風は「黄氏体」と呼ばれた。黄氏は開封で画院の指導的立場を担い、以後の画院では黄氏体が基本とされる。
一方、南唐には徐熙とその画風である「徐氏体」があった。徐氏も開封へ移住するが、黄氏が徐氏を排除したため、徐氏は在野となった。以後、黄氏体では崔白、徐氏体では趙昌などが登場、北宋を通じて両派は発展を遂げ、北宋・南宋交代期の花鳥画の変へと繋がる。以上の専門画家と徽宗が院体画の代表である。
他方、文人画の代表としては蘇軾、その師文同、蘇軾の弟子黄庭堅。米芾とその息子米友仁が挙がる。
米芾は江南山水を称揚し、米法山水の技法を生み出した。
華北失陥の大変動の中で絵画様式にも大きな変化が生まれた。
画院は李唐などにより紹興の末年に再建された。当時の院体画家には、李唐・馬遠・夏珪・劉松年がおり、南宋四大家と呼ぶ。

南宋の山水画で評価が高いのは、文人画および禅僧の作品である。画院の華北山水に対して江南山水および米法山水が受け継がれ、淡墨表現と連想による手法が特徴的である。宋迪・智融などの名が挙がる。
花鳥画は現存する数が極端に少ない。前述のように黄氏体と徐氏体があったが、南宋になって輪郭は鉤勒・色彩は没骨という風にこの二つは融合した。
南宋代は禅僧が修行の合間に描いた絵が多く残る。牧谿は淡墨と描線の簡略化が特徴で、同時代には毀誉褒貶が激しく、後の中国絵画に与えた影響はあまり大きくないが、日本では極めて高く評価された。

#### 書

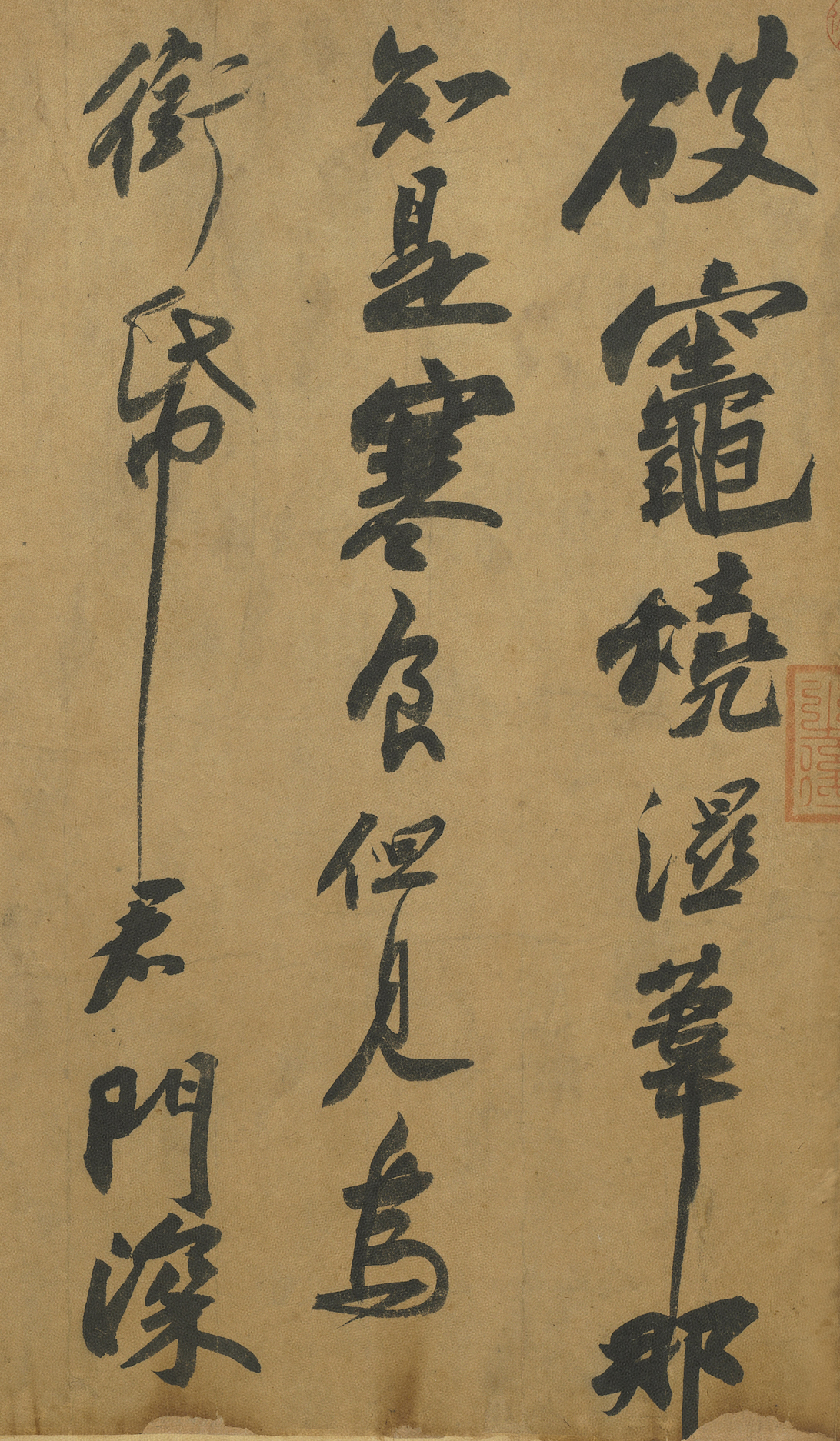
蘇軾「寒食帖」部分

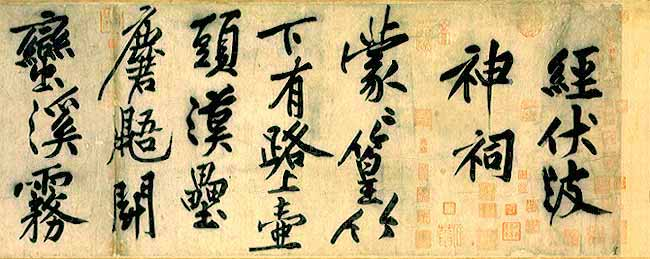
黄庭堅「伏波神祠詩巻」部分

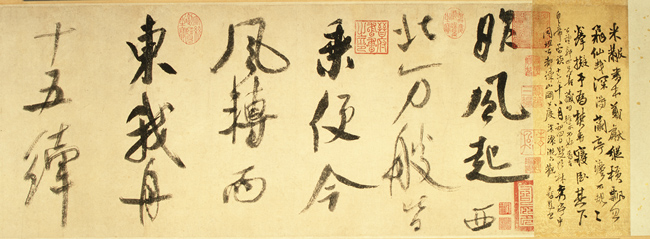
米芾「呉江舟中詩巻」部分

唐代の「形」を尊ぶ書に対して北宋の書は「意」を尊ぶことに特徴があるとされる。「意」とは書の上で作者の個人としての性・精神性が表現されることを言う。
北宋を代表する書家としては蘇軾・米芾・黄庭堅・蔡襄の4人（宋の四大家）が挙げられる。但し蔡襄は元は悪名高い蔡京が挙げられていたが宰相として評判が悪かったため忌避されて蔡襄に変わったとも言われる。蔡襄・蔡京共に唐以来の「形」を尊ぶ伝統的な書であり、北宋の「意」を尊ぶ書の代表としては前三者が適当と言える。また、蔡京を重用した徽宗も書の達人として知られている。
#詩の節で述べたように蘇軾・黄庭堅は師弟関係にあり、書の上でも深い関係があった。蘇軾の書はその詩と同じく自由闊達、黄庭堅もまたその詩と同じく技巧を凝らした点に特徴がある。
米芾は特に書の研究により後世に与えた影響が大きい。米芾は知人から書画を借り受け、その精密な複製を作り、知人に対して複製を返したという逸話を持つ。この過程で書画の真贋を見分けるには作者が気を抜く細部を見ることが重要であると発見した。
南宋では呉説・陸游などの名前が挙がる。

#### 彫刻

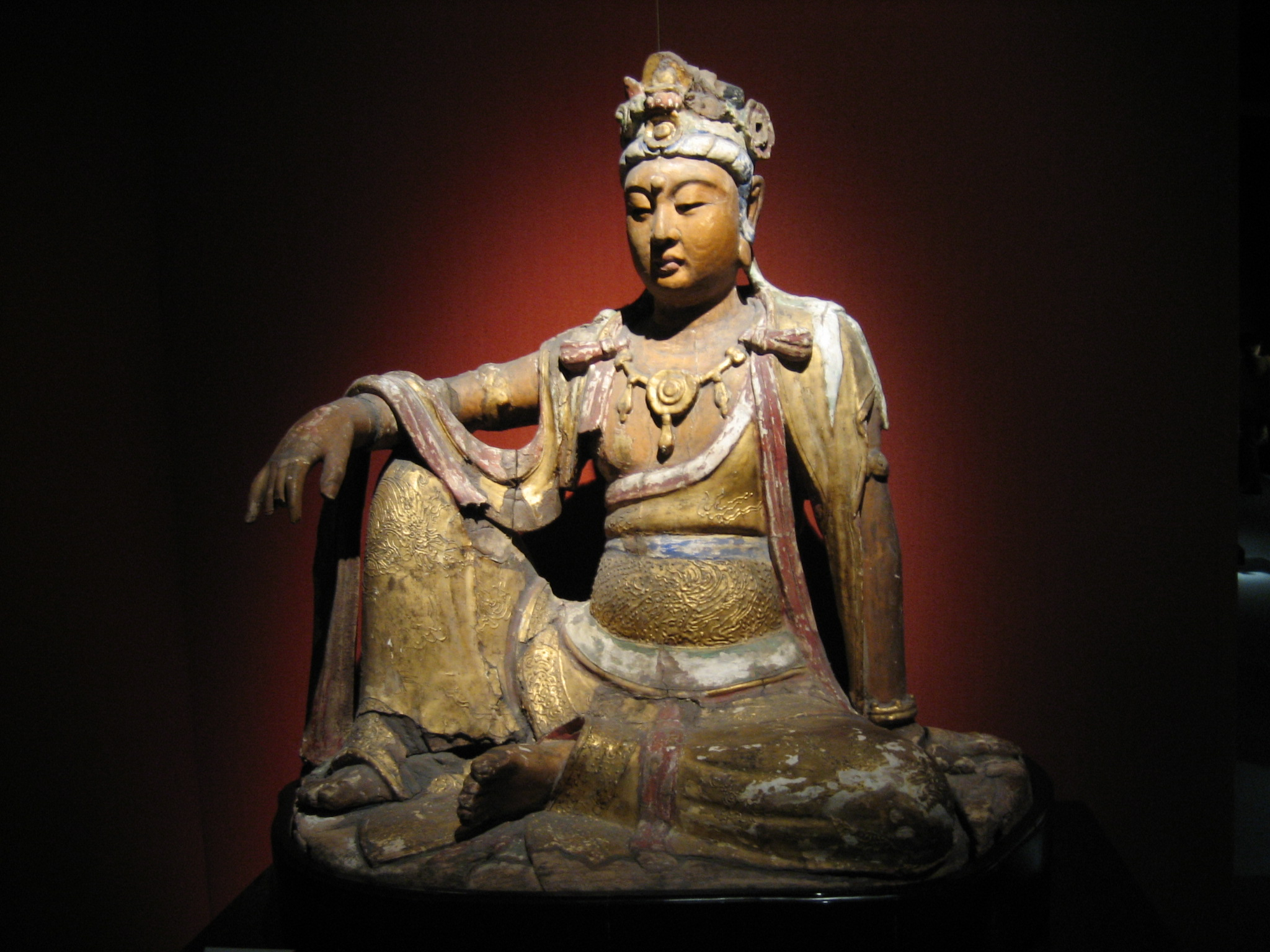
菩薩坐像

宋政府が法律で、何ら意味の無い像や鐘の建造の為に銅・鉄を用いる事を禁止したため、この時代の彫像は基本的に木製である。
彫刻（主に仏教彫刻）は盛唐期を頂点とし、五代から宋代は衰退期にある。現存する数が少なく、その様式の変遷は解らない点も多い。唐の彫刻が概ね豊満で華麗なのに対して宋の彫刻は概ねスレンダーで瀟洒である。唐と宋の美人の概念がそれぞれ顕われた物と考えられる。

#### 服飾
男性に最も多く着用された普段着は襴衫（らんさん）である。袖は手を覆うほど長さで、袖口が非常に広く、袖山が無い。襟は丸く、裾は襴が前で縫い合わされ帯で結ぶ。これに幞頭（帽子）を被り、皮製の履を履くのが官僚・胥吏の普段の服装で、素材は綿が多い。
幞頭は外側を布で作り、内側に革などを重ね合わせて硬くした頭巾で、宋代の特徴は両側に大きな角が付く点である。上層階級では真っ直ぐに長く伸びた「直脚」が多く、下層では曲がった角の「交脚」・「曲脚」が多い。幞頭が広く行き渡ると頭巾は廃れた。
働く者の服装については、一目で職業が判るよう乞食に至るまで職業ごとに服装が定められており、外れた者は相手にされなかったという。例えば香料屋の番頭は帽子を被り、背子を羽織り、質屋の番頭は黒い上着に牛角を張った革帯を締め、帽子は被らないといった具合である。
女性の服装に付いて。襦・襖・背子・半臂（ひじまでの袖）・背心（袖無し）・胸当て・腹当て・裙（スカート）・ズボンなどがあり、その中でも背子は上は皇后・皇太后から下は召使などまで好んで着た。背子とは前が閉じられず、襟が平行なものを言う。背子は男性も着たが、特に女性の間で流行した。丈は様々なものがある。
士大夫階級の妻は髪飾りとして花を飾ることが一般的であり、様々な趣向が凝らされた。

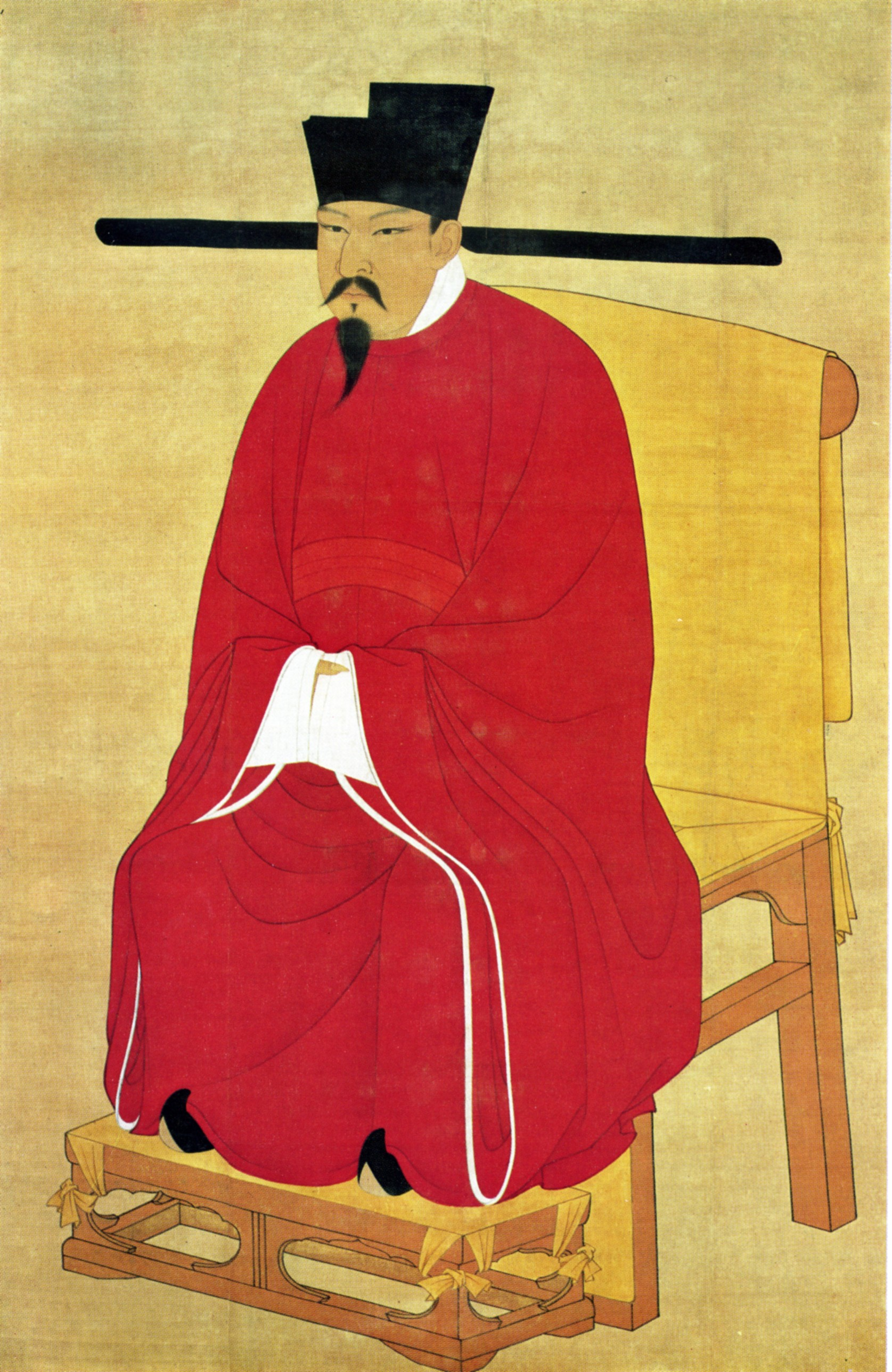
直脚の幞頭を被り、襴衫を着た神宗。
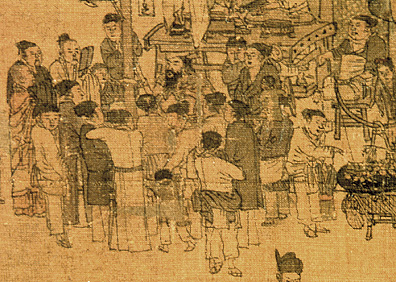
庶民の服装。
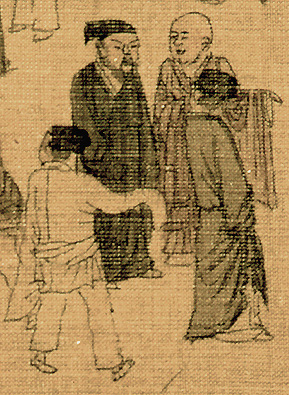
庶民の服装。
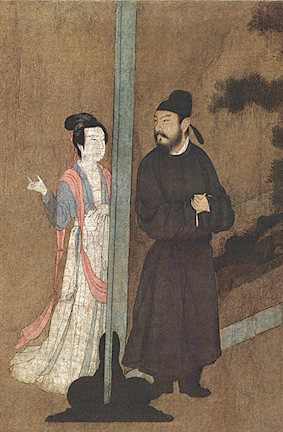
左の女性が来ているのが背子[注釈 47]
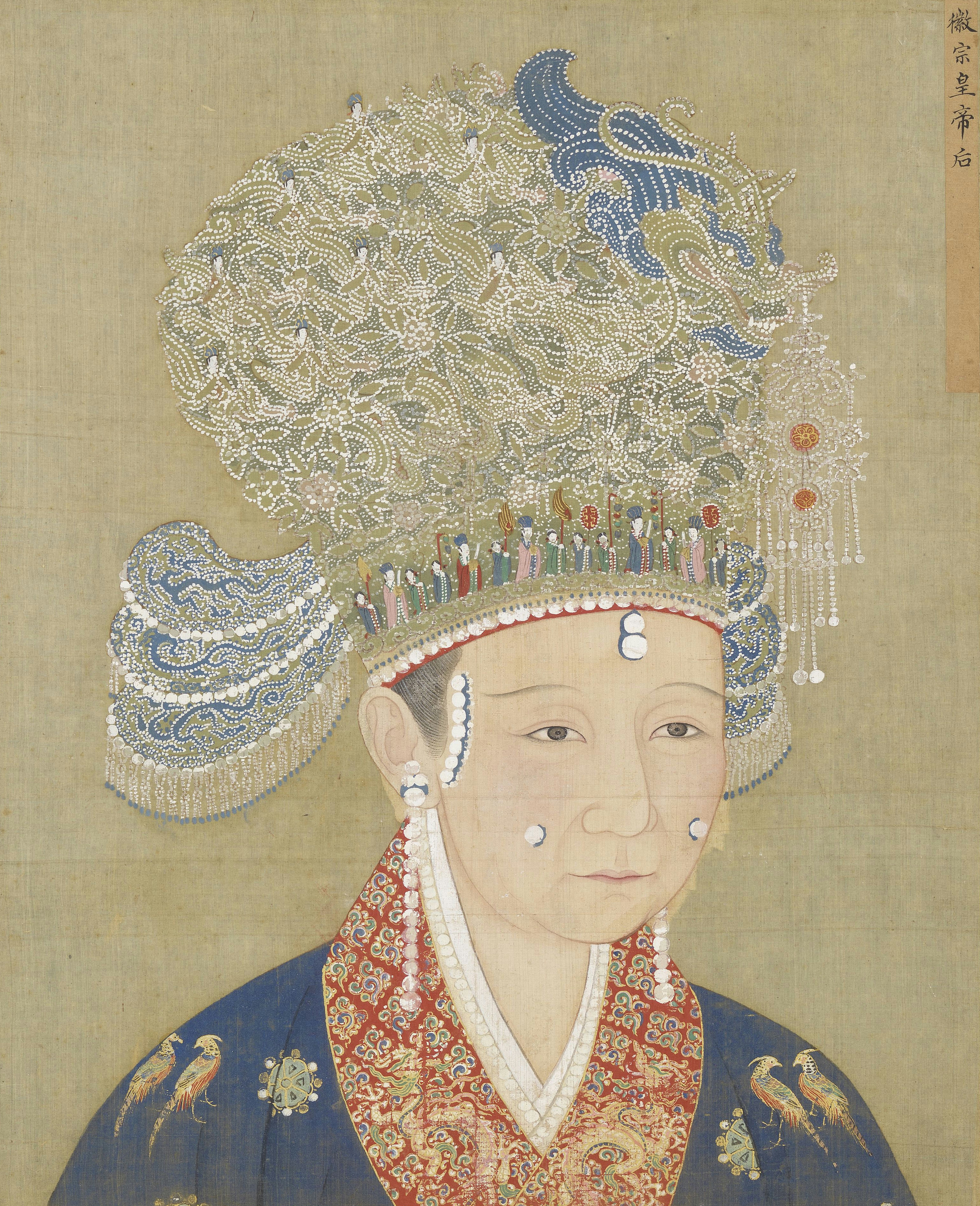
髪に花飾りを施した皇后[注釈 48]

### 食
宋の食については陶穀『清異録』・蘇軾の料理を題材に読んだ詩、『東京夢華録』・『夢粱録』などが参考となる。唐宋の間に文化の他の分野では大きな変革が起きたが、料理はそれほど唐と変わりがない。
現代の中華料理は非常に油っこい印象があるが、これは元代にモンゴルの影響を受けたもので、宋代の料理はむしろあっさりとして日本料理を髣髴とさせるという。

#### 主食
華北は麦などの雑穀類を主とし、華南は米を主とする。米はそのまま炊いて食べるか雑炊のように煮込む、小麦は粒状に加工して食べる。宋代を通じて次第に互いの間へ浸透して行き、華北の米食・江南の粉食がそれぞれ増加する。小麦の加工品は極めて種類が多いので分類のみ挙げると、蒸す・焼く・揚げる餅類と茹でる麺類に分けられる。
餅類の中で料理名を挙げると、饅頭・角兒（餃子）・包兒（包子）、焼餅（小麦粉を薄く延ばして焼き、中に肉などの餡を包んで食べる）・胡餅（平たく焼き上にゴマと餡を乗せて食べる）など。麺類は包丁で切る切麺、手で延ばす延麺、水に溶いた小麦粉を湯に流し込んで作る発麺に分かれる。麺には細切りの鳥や魚などを乗せ食べていた。
米（とそれ以外の穀物）を粒状にして遣う場合、粒のままで蒸して餅状にする場合は餈（し）といい、粉にしてから餅状にする場合を餌（じ）という。

#### 食材
食材は新大陸原産の物を除き、現代の中華料理で使われる材料がこの時代にほぼ出尽くしている。
肉類ではヒツジ・アヒル・ガチョウ・ニワトリ・ウズラ・ハト・ヒナドリ・ウサギなどが料理名として挙げられている。ブタは盛んに食べられたが、当時のブタ肉は蘇軾の『猪肉頌』に「泥みたいに安く、金持ちは見向きもせず、貧乏人は料理の仕方を知らない。」とあり、安物とされていた。肉料理だけでなく内臓料理なども多い。
魚介類ではコイ・エツ・イシモチ・アオウオ・コクレン・ハクレン・ソウギョ・フグ・ヒラウオ・フナ・甲殻類（エビ・カニ）・貝類（ホラガイ・ホタテガイ・アカガイ）・ドジョウ・ウナギなどなど（他にも多数）。
野菜・果物もまた数多く利用されており、一部を挙げるとダイコン・ウマゴヤシ・シュンギク・タケノコ他多数。調理方法としてはおひたしや吸い物が多い。果物はウリ・モモ・ナシなどが食べられ、またレイシは高級品として珍重されていた。
調理法もまた非常に多岐にわたるのでここでは記さないが、特筆すべきは魚肉を生で食べる膾である。膾は元は肉を細切りにして食べるものであったが、次第に魚が膾と呼ばれるようになり、肉の膾は「生」と呼ばれるようになった。この時代の膾は南方の料理であり、華北ではあまり無かった。唐代まではニンニクだれが主流であったが、宋代にはユズだれが好まれるようになった。肉の生（膾）もニンニクだれが主流であった。魚・肉共に生食は元代以降は急速に廃れ、明代になるとほとんど存在しなくなった。
また水晶膾という料理もあった。これは魚皮から出るゼラチン質を固めて薄切りにする、日本の煮固りのことで、テングサなどを使って固める料理もあった。

#### 茶
唐代には既に喫茶の風習が広がっており、『旧唐書』「李玨伝」に「茶為食物、無異米塩」（茶は食物であり、米や塩と異ならない）と米や塩などと同じ重要性をもって語られ、陸羽により『茶経』が著された。宋代には上は皇帝から下は貧民まで、茶は生活に不可欠となった。
宋代では茶は片茶（へんちゃ）と散茶（さんちゃ）に分かれる。片茶は茶葉を磨り潰して固形にしたもの、散茶は現在一般的な葉で淹れる茶のこと。宮廷で使用する最高級の片茶を「龍鳳茶」といい、詳しい製法が残っている。散茶については製法が伝わらない。なお、散茶の一種として「末散茶・屑茶・末茶」があり、これは葉茶を粉状にした現在の抹茶のようなものと思われる。
宮廷で使用する茶は、建州（福建）にある北苑と呼ばれる宮廷御用達の茶園で（大半は）作られる。その量は宋初の太宗の太平興国の初めにはわずか50片であったのが、哲宗の元符年間（1098年 - 1100年）には1万8千となり、徽宗の宣和年間（1119年 - 1125年）には4万7千になっている。なお、唐代には3千6百串で、茶の使用量が大幅に増えたことが解る。
龍鳳茶の製法を述べる。
作られた龍鳳茶は皇帝や皇后の食事に供され、また臣下に下賜されて消費される。後に明の太祖により「民力を疲弊させる」として、龍鳳茶は廃止された。
下賜された茶を士大夫は尊び、他の士大夫への贈り物としても非常に喜ばれた。士大夫の文化生活には茶が深く関わっており、この時代は茶を読んだ詩が多い。また士大夫の間では茶を味わい、その産地や銘柄を当てることを競う闘茶が盛んに行われた。茶を下賜されるのは一部の高級官僚のみであったので、その他の者は民間の茶店から買うか、自分の領地で栽培した。
町に出れば茶坊・茶肆と呼ばれる茶店が多数あった。店では士大夫・市民・商人・妓女など職業・身分の関係なく、同じ席で茶を飲んでおり、交流の場となっていたことがうかがえる。農村にも喫茶の風習は広がっており、王安石も「貧民であっても米・塩・茶は毎日欠かすことが出来ない」と述べている。

#### 酒
宋以前の酒は主に米・黍・高粱から造られたが、宋代の酒造は他にも粟・小麦・大麦など原料が多様化し、中でも庶民に好まれたのが今もある清酒の白酒である。
都市や鎮市などの居住地区には酒舗があり、客商や住人を相手に小酒が（春から秋まで熟成）5 - 30銭の26等級、大酒が（春から翌夏まで熟成）8 - 48銭の23等級に分けられ販売されていた。

#### 料理店

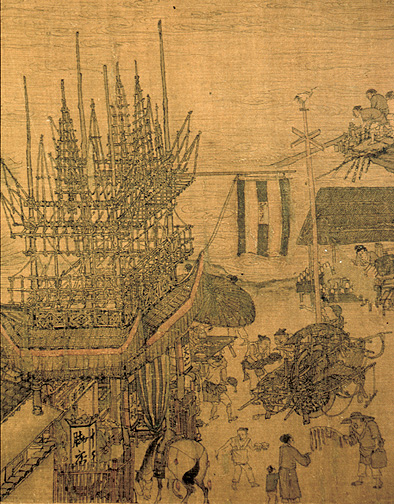
酒楼の様子

首都・開封の大通りには酒楼・飯館・茶肆・点心舗が多数軒を連ね、その数は酒店だけで3000を超え、合わせると万を超えたという。店に入ると行菜と呼ばれる給仕が箸と紙を持って注文を聞きに来る。この時、熱い・冷たい・脂の多少など好みを細かく注文することも出来る。注文を間違った場合には店主の叱責を受け、減俸や酷い場合には首になったという。また店で出す料理以外にも、碗などに料理を入れて持ってくる物売りが出入りしたが、押し売り気味に売ることもあったようである。
士大夫や富豪の通う、正店と呼ばれる72の高級酒楼には妓女が付き物で、最大級の任店には数百人の妓女が居り、正店の多くは風流な庭園を設けていたという。また妓女にも流しの妓女がおり、店の中に勝手に入って勝手に酌をして後から料金を請求したという。
大きな料理店を分茶といい、これが総合レストランとすれば、各種の特別な料理を出す「素分茶」・「川飯店」・「南食店」・「瓢羹店」などの専門店もあり。それぞれ、素分茶は精進料理、川飯店は四川料理・南食店は江南料理、瓢羹店は羹（スープ）料理を専門とした。
当時の家庭では、脚店から出前を取って自宅で料理しないことも多かったという。

#### ギャラリー

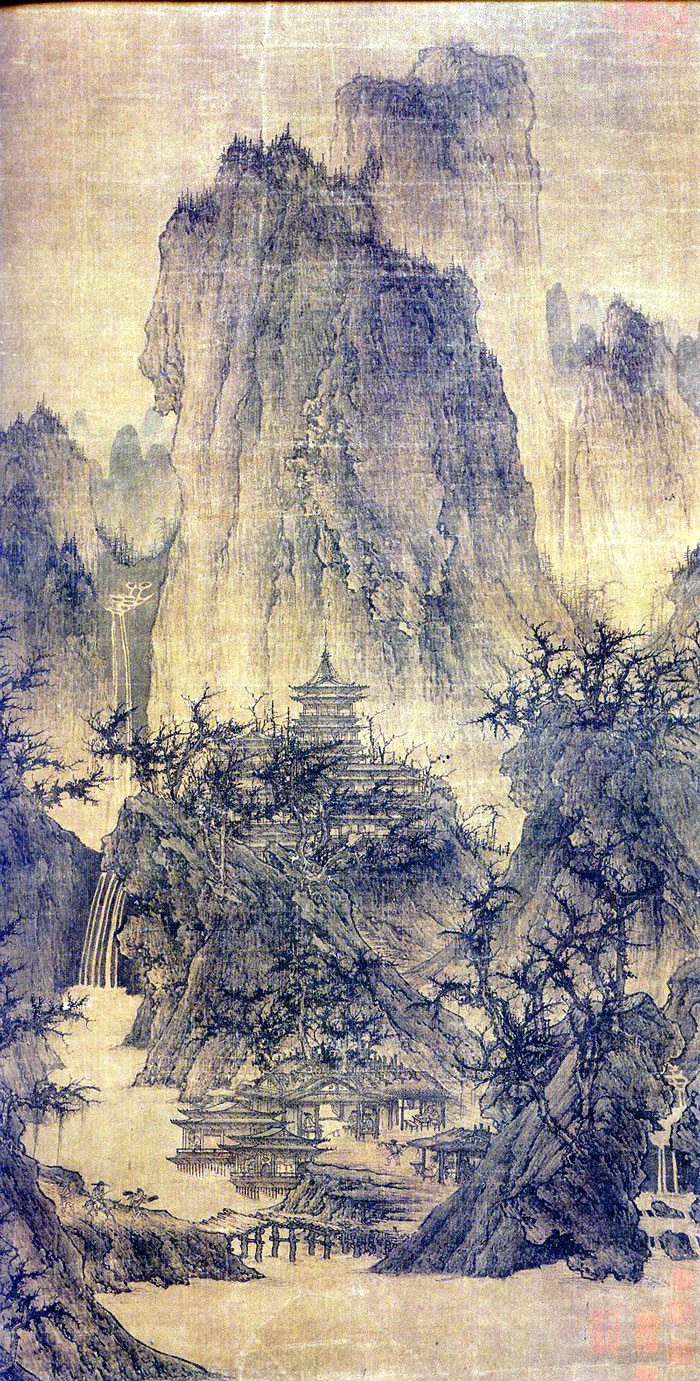
李成『晴巒蕭寺図』
董源『洞天山堂図』[21]
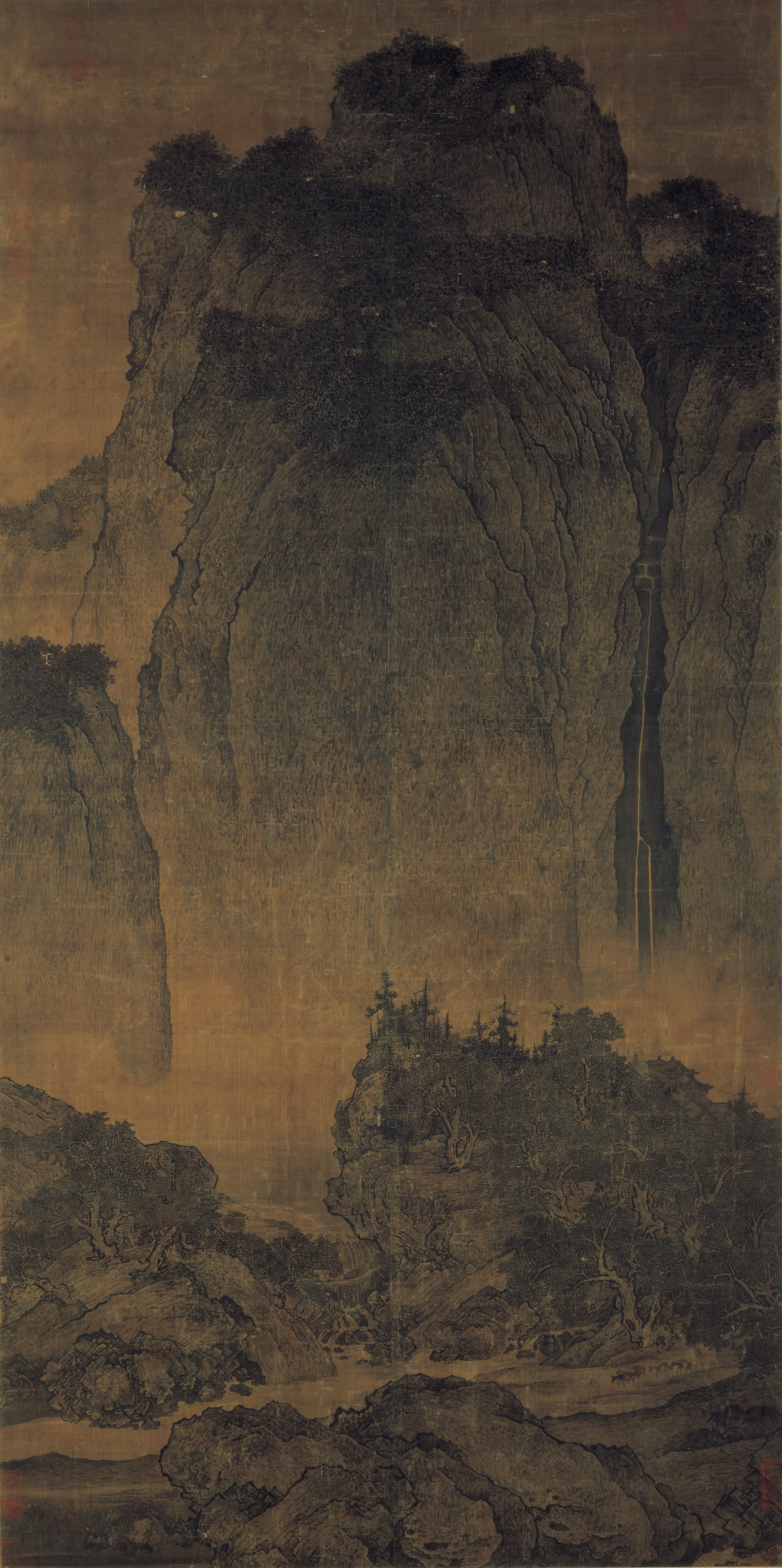
范寛『渓山行旅図』
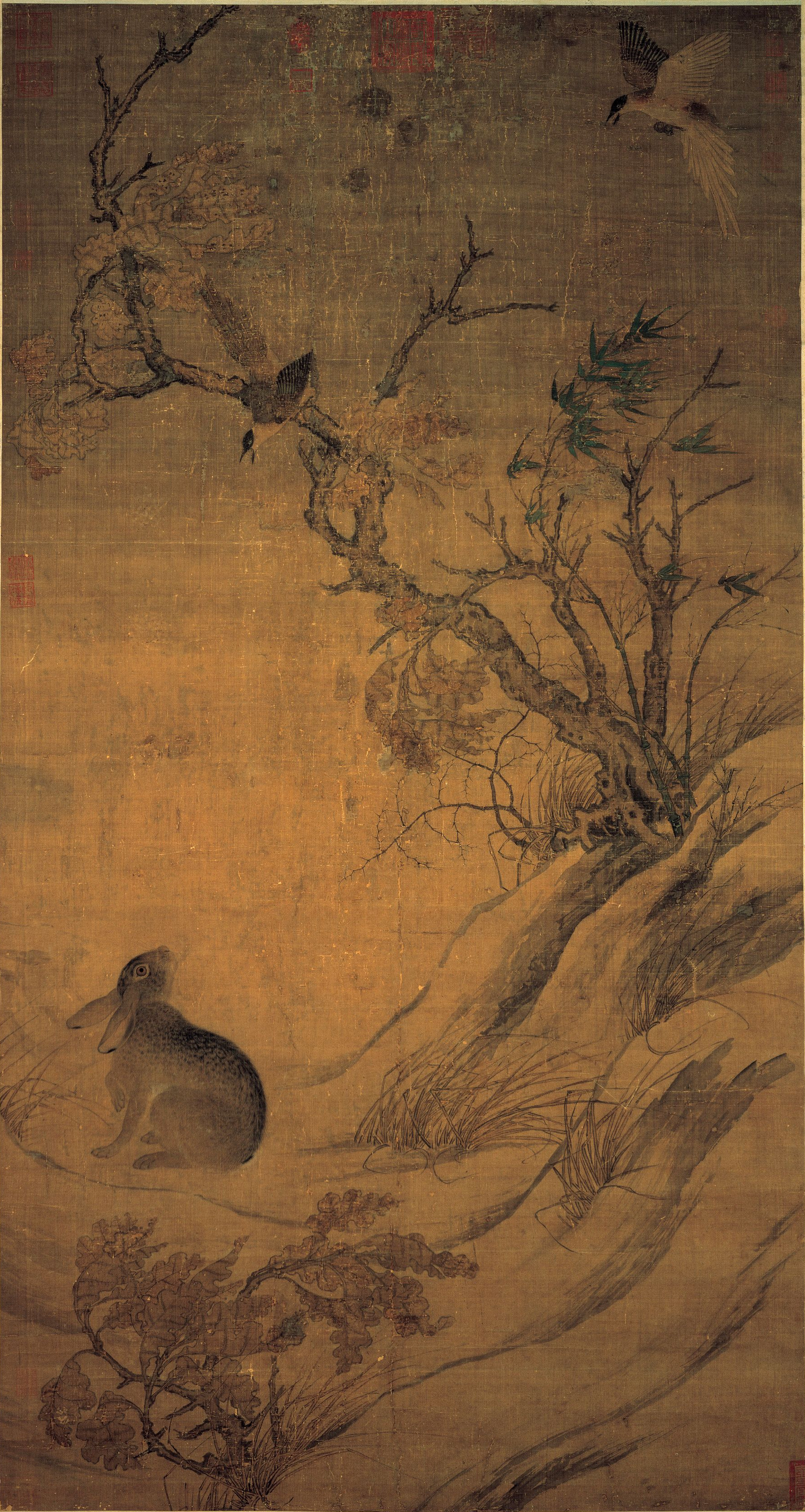
崔白『双喜図』
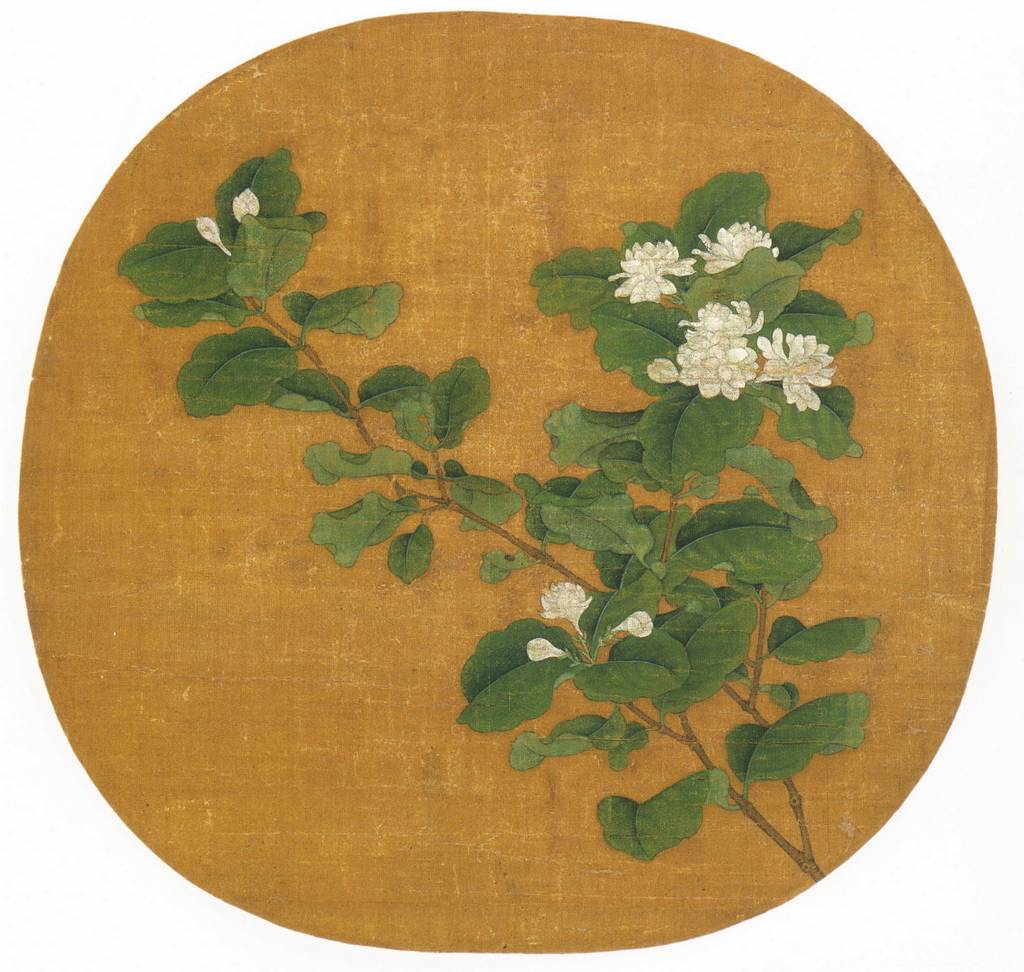
趙昌
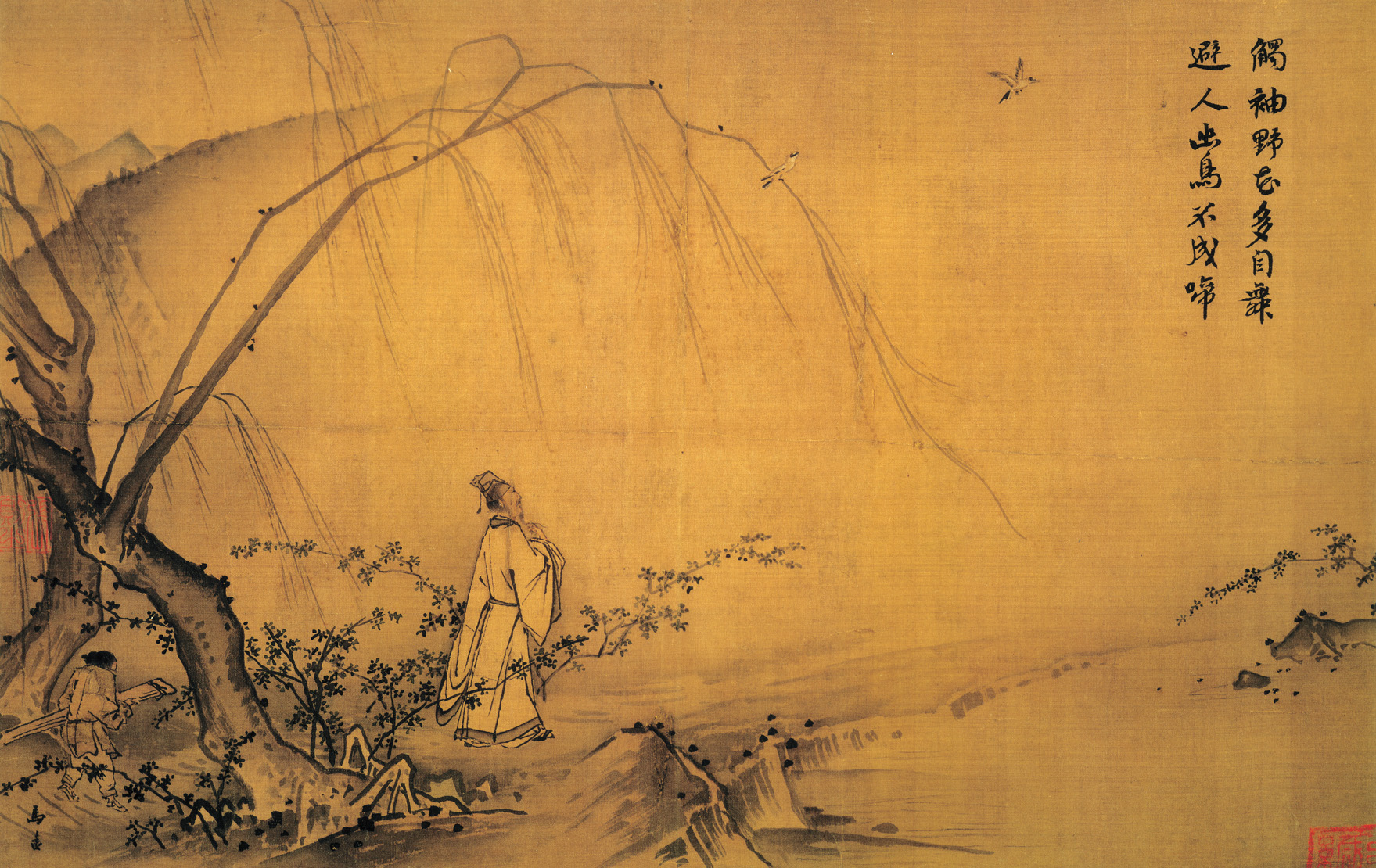
馬遠『山径春行図』
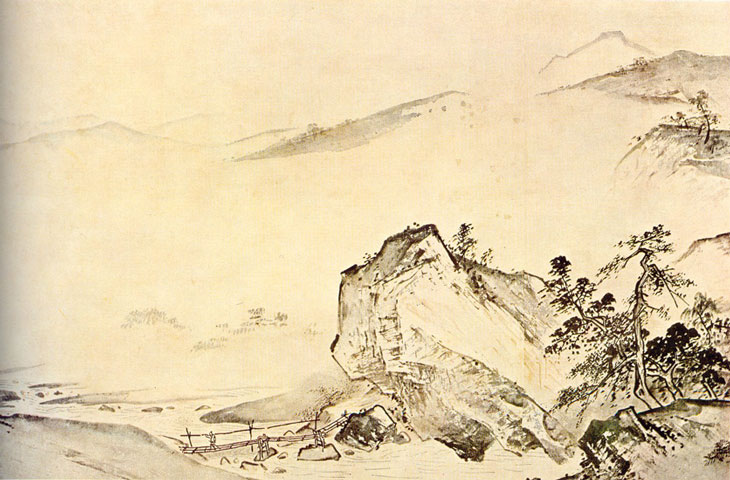
夏珪『渓山清遠図』（部分）
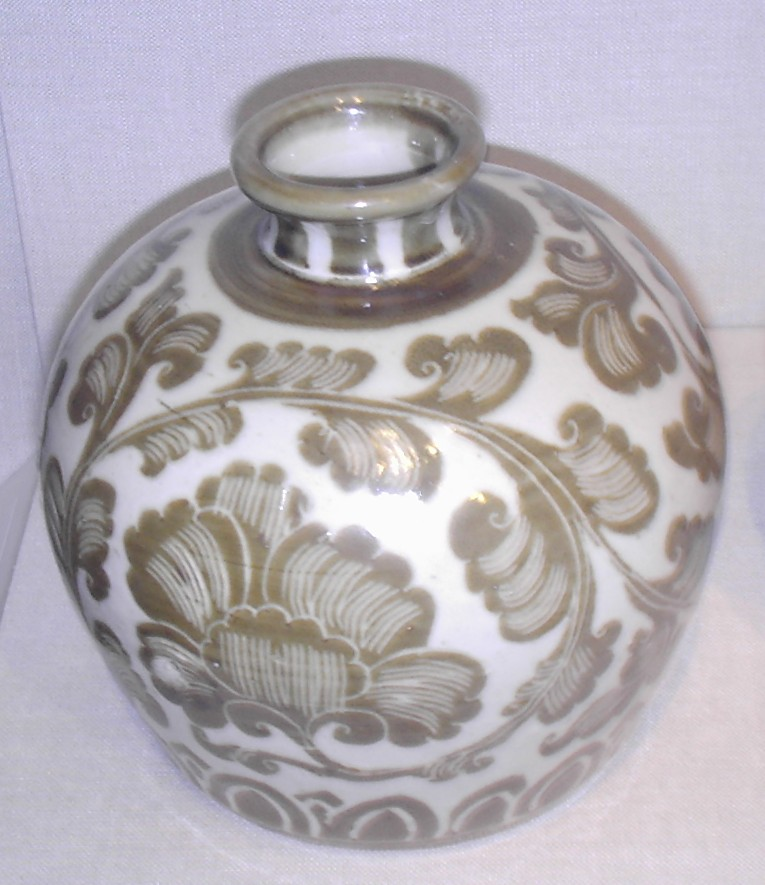
華模様の壷
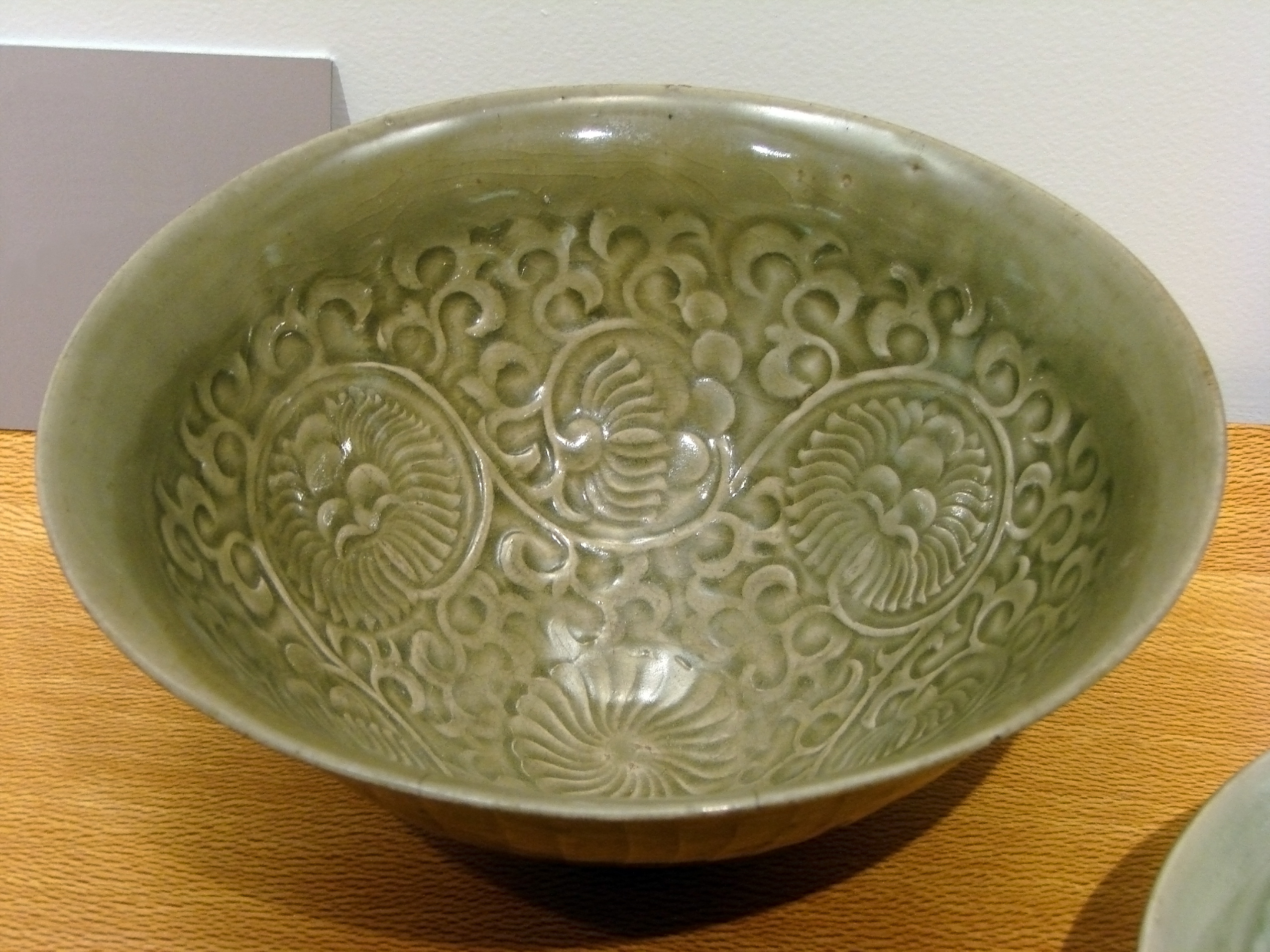
青磁皿[注釈 53]

## 史料
宋代史を研究する上での基本史料は『宋史』・『続資治通鑑長編』・『宋会要』の三つである。
『宋史』は元のトクトによる編で、正史の一つである。『宋史』は分量は多いが、整理が行き届いていないという評がある。日本語訳についてはリンク先に一覧がある。部分的な訳はあるが、全訳はない。
『続資治通鑑長編』は『資治通鑑』の体裁を引き継いで南宋の李燾が北宋史を編年体で纏めたものであり、高い評価を受けている。ただし部分的に宋本が現存するがほかの部分は散逸しており、現行本は四庫全書編纂時に作られた『永楽大典』からの輯本を基にしていて残欠部分が少なからず存在する。日本語訳は無いが、梅原郁が索引を出している。
『宋会要』は宋代に関して制度・経済など紀伝体の「志」が受け持つ各分野ごとの歴史を纏めたものである。北宋・宋綬らによって最初の宋会要が編纂されて以降、南宋に至るまで何度か宋会要の編纂が行われている。『宋史』が使用できなかった史料からの文章も多数あり、宋代史を研究する上で欠かすことは出来ない。ただし一度散逸しており、現行本は清の徐松らによって作られた『永楽大典』からの輯本である。日本語訳は無いが、宋代史研究委員会から目録・索引が出ている。
首都・開封に関する記録は『東京夢華録』・『清明上河図』という詳細を綴った史料がある。
また、北宋から南宋にかけての戦乱を記録した史料として確庵の『靖康稗史箋証』が存在し、靖康の変とその被害・連行された宋人達の行方について、自身の調査や当時の宋・金の一次資料を比較検証しつつ描写しており、その史料価値は高いとされる。